# Réseau routier de la France au XVIIe siècle
Le réseau routier de la France au XVIIe siècle rend compte de l'évolution de l'ensemble des routes et voies de communication permettant d'assurer des déplacements terrestres sur le territoire national, des modes d’échanges et de déplacement, de l’administration, du financement et de la construction des routes et des ouvrages entre l'an 1599 et l'an 1700. Il fait suite à l'histoire de la route en France au XVIe siècle.
Les modes de déplacement au XVIIe siècle sont caractérisés par le développement des messageries et donc des routes de postes empruntées par les messagers.
Au début du siècle, l’état des routes est déplorable consécutivement aux guerres civiles du siècle précédent et à l’absence d’une administration chargée de la gestion, l’entretien et la construction des routes. Sully, pour qui Henri IV crée en 1599 l'office de grand voyer de France, déploie de louables efforts, mais son action est gênée par le manque de techniciens compétents et les résultats en sont compromis après 1610 par les troubles du royaume et le désordre des finances. Après l'interruption enregistrée par le règne de Louis XIII et la Fronde, la situation n’est pas reprise en main avant Colbert. Les conséquences du renforcement de la notion de service public apparaissent dans différents domaines : le roi dirige, paye et contrôle les travaux, tout au moins dans certaines provinces, pays frontières et pays d'élections. Colbert fait ainsi réaliser des progrès décisifs au service des ponts et chaussées, d’abord en mettant en sommeil les institutions périmées, bureaux des finances et communautés de marchands, puis en utilisant, autour de lui-même et des intendants, un personnel plus compétent. Avec lui, le technicien pénètre dans l’administration.
Les questions techniques de construction et d’entretien n’apparaissent pas, à cette époque, tenir la première place dans l'esprit des contemporains et aucun progrès notable n'apparait dans ce domaine. Dans le domaine des ponts, une évolution est toutefois à noter avec l'apparition des voûtes en anse de panier.

## Notion de réseau routier
Un réseau est formé selon l’acception générale, par une pluralité de points (sommets) reliés entre eux par une pluralité de ramifications (chemins). Les points et les chemins peuvent être hiérarchisés.
Si les textes du milieu des années 1980 ont fixé l’invention du concept de réseau routier, à savoir un ensemble de voies de communication reliant des villes ou villages, dans le premier tiers du XIXe siècle, il semble néanmoins possible de reposer la question des usages du concept de réseau au XVIIIe siècle, voire au XVIIe siècle, selon Nicolas Verdier. Malgré l’absence du mot « réseau » dans les textes de l’époque, d’autres formes d’expression, comme la carte ou le tableau à double entrée montrent, surtout lorsqu’elles sont articulées, combien une pensée du réseau apparaît présente au XVIIIe siècle. L’étude de la Poste aux chevaux, probablement le système le plus efficace de communication des XVIIe et XVIIIe siècles, permet d’affirmer que l’articulation des voies de communication et des relais de poste, à l’aide de carrefours de plus en plus nombreux ainsi que l’extension du système postal prouvent un usage précoce du concept de réseau.
La mise en place des routes empierrés, qui en remplaçant très progressivement le chevelu des chemins modifie nécessairement les approches, est probablement le premier indice de concept de réseau. De la labilité des cheminements, on passe ainsi à la mise en place de lignes reliant des points. Selon Nicolas Verdier, la fin du XVIIe siècle semble être le moment de cette grande transformation. La correspondance qu’entretient Jean-Baptiste Colbert avec les intendants en donne les premiers indices.

## Modes de déplacement

### Coches et carrosses

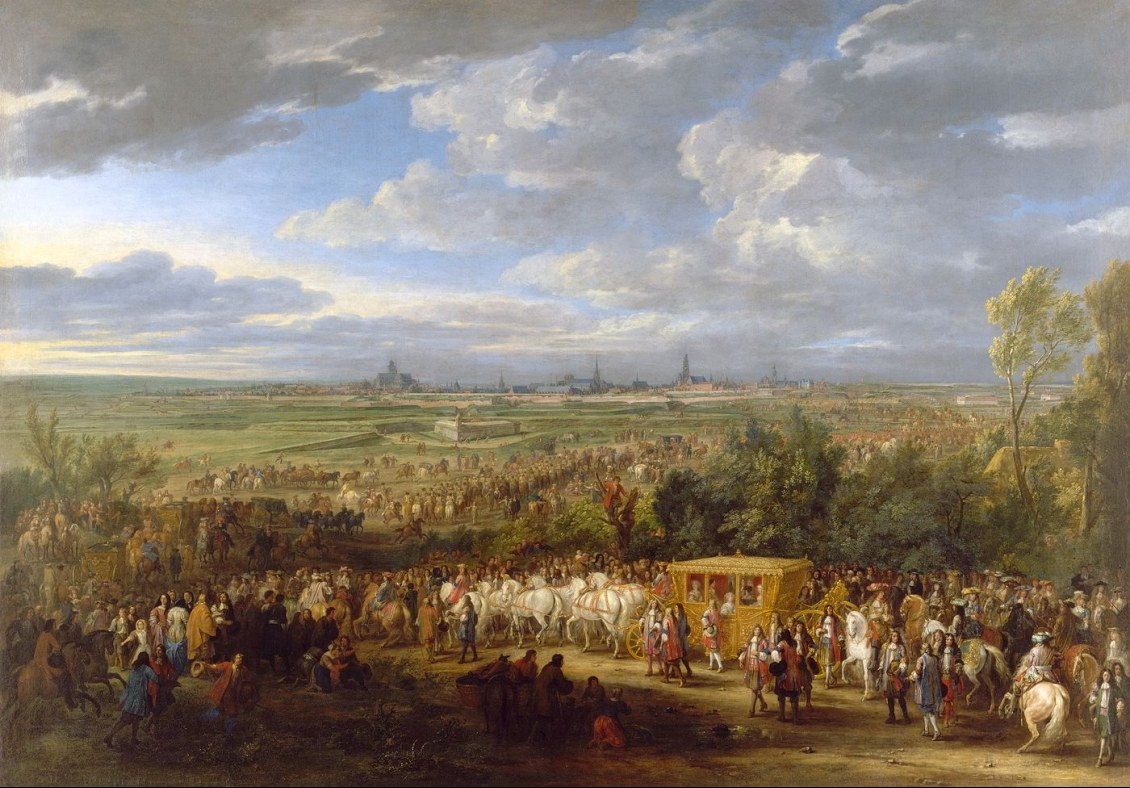
Adam François van der Meulen – Entrée du roi Louis XIV en carrosse dans la ville d’Arras le 30 juillet 1667.

Les voitures hippomobiles évoluent au XIVe siècle avec l’avant-train mobile et un meilleur cerclage des roues, puis au XVIe siècle avec l’introduction des coches. Suspendus par des chaînes, plus confortables, ils sont adoptés comme voiture de parade par les monarques. L’aristocratie se convertit au XVIIe siècle grâce à des progrès (ressorts, portière, glace) et apparaissent des carrosses somptueux, tirés par deux à six chevaux, des chaises de poste et des berlines plus légères. Le cheval de selle est délaissé au profit de la voiture, qui est aussi adopté par la grande bourgeoisie. Mais seuls les aristocrates, les prélats et les diplomates voyagent en carrosse.

### Prémices du transport en commun

#### Invention du carrosse de location et du fiacre
Alors que, depuis le XVe siècle, les messageries correspondent aux transports de marchandises à grande vitesse, elles désignaient au contraire aux XVIe et XVIIe siècles, des voitures transportant des voyageurs et des paquets. Elles s’appliquèrent encore longtemps au transport des voyageurs, alors que celui des marchandises devint l’affaire du roulage .
En 1617 une  entreprise de chaises à bras qu’on pouvait louer est créée. Dans la comédie de Molière les Précieuses ridicules, on peut constater que les porteurs savaient faire payer les clients récalcitrants. En 1640 un certain Nicolas Sauvage, facteur des maîtres de coches d'Amiens, imagine d'établir des carrosses qui, toujours attelés et stationnant dans des quartiers désignés, se tiendraient à la disposition du public. Ces voitures furent appelées fiacres. L’origine de ce nom n'est pas formellement établie et deux hypothèses coexistent : est-ce parce que Nicolas Sauvage habitait rue Saint-Martin, en face de la rue de Montmorency, une maison qui avait pour enseigne l'image de saint Fiacre ou bien est-ce parce que vers cette époque un moine du couvent des Petits Pères, nommé Fiacre, mourut en odeur de sainteté, et qu'on mit son portrait dans les nouvelles voitures pour les protéger contre les accidents ?
L’entreprise intéresse rapidement de nombreux personnages qui, ayant l'oreille des ministres ou du roi, sollicitent et obtiennent de nouveaux privilèges. Le nombre des voitures augmente dans une si grande proportion qu'une ordonnance de 1703 en prescrit le numérotage, afin qu'il soit facile de les reconnaître et de désigner au lieutenant de police les cochers dont on a à se plaindre. Dès 1688, un règlement détermine quelles stations les fiacres doivent occuper à Paris, et une ordonnance du 20 janvier 1696 fixe le tarif : 25 sous pour la première heure et 20 sous pour les suivantes. En 1753, il existe à Paris 28 places de fiacres, et 60 entrepreneurs de carrosses de remise possédant environ 170 voitures.
Toutefois, l’explication qu’offre Gilles Ménage dans Les origines de la langue françoise (Paris, 1650) a le mérite d’être contemporaine des faits :
« FIACRE. On appelle ainsi à Paris depuis quelques années un carrosse de loüage, acause de l’image Saint Fiacre qui pend pour enseigne d’un logis de la ruë saint Antoine, où on louë des carrosses. »
En 1653, Nicolas Sauvage s'associe avec Charles Villerme, avec privilège du roi pour la location de carrosses à un cheval.

#### Les carrosses à cinq sols
En janvier 1662, le duc de Roannez, les marquis de Sourches et de Crénan obtiennent par lettres patentes l'autorisation de faire circuler dans Paris des carrosses à itinéraires fixes. Blaise Pascal, initiateur du projet, fonde avec son ami le duc de Roannez, une entreprise de carrosses publics, « les carrosses à cinq sols », ancêtres des transports en commun. Celle-ci est inaugurée le 18 mars 1662. Cinq lignes fixes sont exploitées dont une est circulaire, appelée « Tour de Paris » : Le Luxembourg, la porte Saint-Antoine, Saint-Roch, Montmartre et la Bastille.
Les carrosses doivent toujours suivre le même itinéraire et respecter les horaires fixés, les départs ayant lieu tous les demi-quarts d'heures de leur terminus même si ceux-ci sont vides. Les passagers doivent payer leur place cinq sols, d'où le nom des carrosses à cinq sols. Les carrosses publics portent en fait mal leur nom, car une catégorie de personnes ne peut pas profiter de ces moyens de transports. Les carrosses à cinq sols obtiennent un fort et rapide succès, mais l'interdiction d'accès à une partie de la population amène une impopularité montante. Les carrosses ont de moins en moins de clients et l'entreprise tombe en difficulté financière. Ils augmentent leur tarif et passent ainsi à six sols, mais rien n'y fait, l'entreprise disparaît complètement, selon Marc Gaillard, en 1677.

## Administration des routes

### Généralités, cadre principal de l'administration royale
Parmi les multiples circonscriptions territoriales de la France d'Ancien Régime, les généralités sont apparues tardivement ; elles ont eu d'abord un rôle purement fiscal mais n’ont cessé de se renforcer jusqu'à devenir au XVIIIe siècle le cadre principal de l’administration royale. Un édit de janvier 1552 établit des trésoriers généraux dans les dix-sept généralités, généralités où ils doivent résider. Leur titre officiel est « trésoriers de France et généraux des finances ». Les décennies suivantes voient la multiplication des offices jusqu’à la constitution à partir de 1577 d’un Bureau des finances dans chaque généralité ; chaque bureau étant composé de deux présidents, de huit officiers et de divers agents d’exécution. Certains de ces offices étaient exercés par alternance : chaque année deux officiers se chargeaient — alternativement — l’un de la reddition des comptes, l’autre du recouvrement. Aux dix-sept généralités initiales créées en 1552, quatre autres sont créées au XVIe siècle : Orléans, Moulins, Limoges et Soissons, une au XVIIe siècle, la généralité d'Auch et une autre au XVIIIe siècle : la généralité de Corse.

### Sully, grand voyer de France (1599-1627)

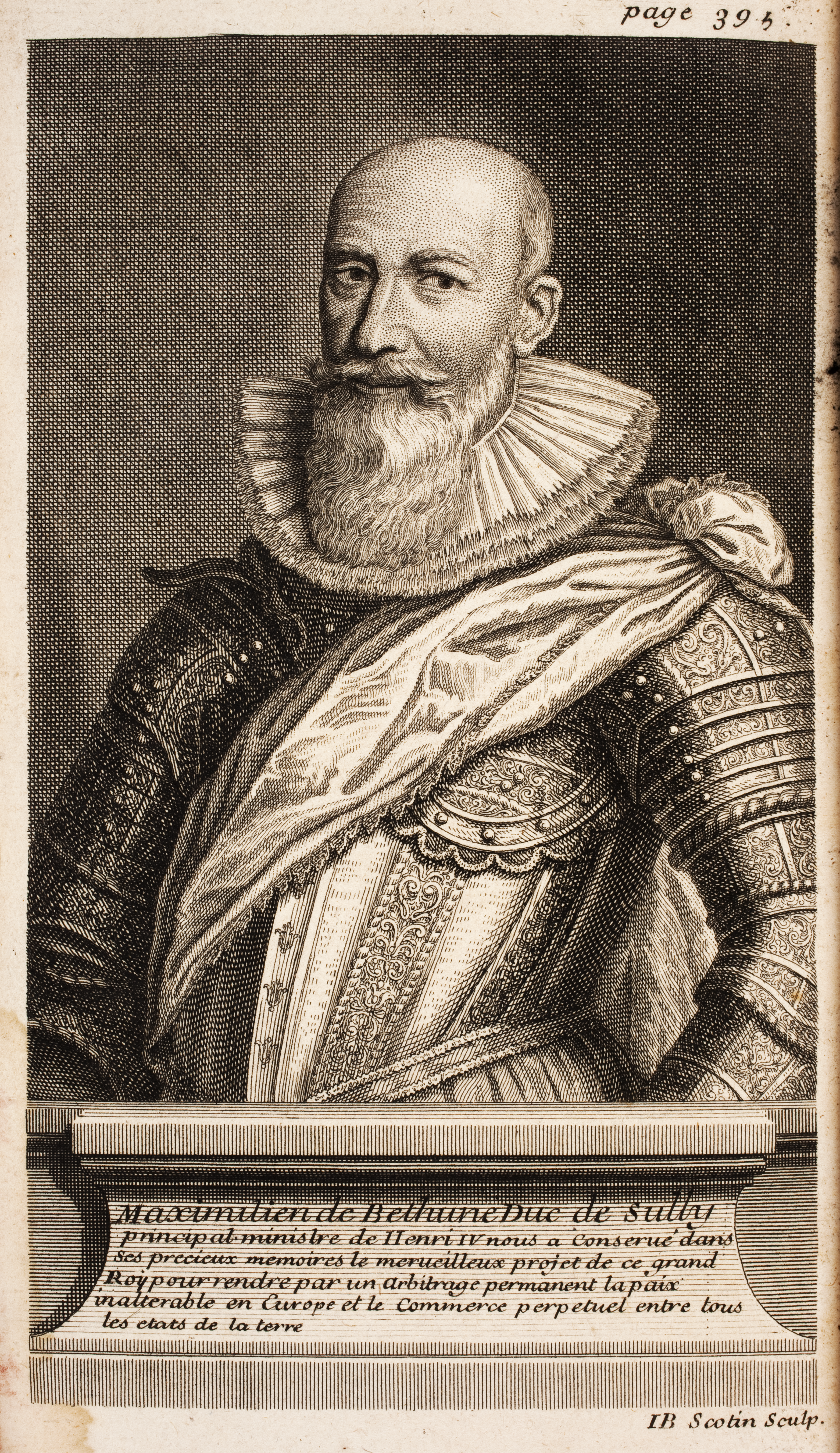
Maximilien de Béthune, portrait gravé par Jean-Baptiste Scotin.

#### Premier acte de centralisation au travers de nombreux édits
Henri IV, ayant à peine achevé la conquête et la pacification de son royaume, entreprend la réforme de l'administration financière avec l'aide et le conseil de Sully. Avec l'édit de décembre 1598, il supprime les bureaux des trésoriers généraux de France et ordonne la réduction successive du nombre de ces officiers à deux seulement par généralité. Or ces bureaux avaient hérité, entre autres pouvoirs attribués aux anciens trésoriers généraux de France par l'ordonnance du 20 octobre 1508, de la fonction de veiller à la conservation des voies publiques et des ouvrages qui en dépendent. N'ayant, en cette matière, aucun supérieur hiérarchique spécial dans les conseils du roi, ils n'avaient guère été plus efficaces que dans les autres attributions de leurs charges. La guerre civile avait d'ailleurs forcément interrompu tous les travaux publics, notamment ceux des ponts et chaussées. D'un autre côté la police de la voirie dans les villes, qui avait été confiée, en vertu de divers édits successifs, à des officiers locaux ayant le titre de voyers, n'était non plus soumise à aucune direction supérieure et centrale. Au milieu de l'anarchie générale, rien ne stimulait l'apathie ou ne mettait obstacle aux connivences de ces voyers, et les règlements étaient livrés à un entier abandon. L'institution de la charge de grand voyer de France, par édit de mai 1599, est le premier acte de centralisation visant à reprendre les choses en main.
C'est Sully lui-même qui est pourvu de cette charge nouvelle. Bien que les attributions en soient encore assez mal définies, il se met aussitôt à la tâche et, dès le mois de décembre de l'an 1600, il dresse, pour être présenté au roi le 1er janvier 1601, « un projet d'état général de la grande voirie, ponts, pavés, chemins, chaussées et réparations de France, tant royales que « provinciales ». Il constate aussi, dans ses mémoires, qu'en 1605 on continuait à « réparer, relever et raccommoder les pavés, chemins, chaussées, turcies, levées et voies publiques, et construire de nouveaux ponts ». Enfin, au commencement de 1609, sur la demande de Henri IV, il lui présente encore, entre autres états des dépenses du royaume, un état général des ponts et chaussées, un document toutefois aujourd'hui disparu,.
Pour conforter son pouvoir, Sully se fait attribuer officiellement la charge de voyer de Paris par acte du 24 mai 1603. Plus tard, le 7 juin 1604, une déclaration royale, rappelant l'état de ruine de tous les ouvrages publics confirme ces mesures et en étend la portée en plaçant expressément tous les voyers particuliers, et même tous officiers quelconques en ce qui concerne le soin des ouvrages de voirie, sous la surintendance du grand voyer, et en donnant à celui-ci le pouvoir de commettre des voyers partout où nécessaire, et d'établir, dans chaque généralité, un agent choisi parmi les officiers qui y résident, avec le titre de son lieutenant, pour le suppléer et agir sous son inspiration en tous les devoirs de sa charge. Enfin, le 13 janvier 1605 seulement, est promulgué un règlement général sur les attributions du grand voyer de France et de ses lieutenants, ainsi que des trésoriers de France, des intendants des turcies et levées et des voyers particuliers,.
D'après ce règlement, les principales fonctions du grand voyer sont de prendre connaissance de tous les deniers qui se lèvent pour les travaux publics, en vertu de commissions royales, et de visiter tous les ouvrages faits ou à faire. Pour ses visites, il se fait remplacer dans chaque généralité par les lieutenants qu'il a nommés et, dans les limites de leurs juridictions respectives, par les trésoriers de France, les intendants des turcies et levées et même les élus. Ces visites ont deux objets, dresser les devis des ouvrages à faire et mesurer et réceptionner les ouvrages exécutés. C'est au mois de novembre de chaque année que doivent être adressés au grand voyer les états estimatifs des réparations à faire. L'exécution des ouvrages doit être adjugée au rabais, sur devis contenant tous les détails nécessaires concernant les dimensions, quantités et qualités des ouvrages, et fixant la durée d'exécution. Les entrepreneurs doivent donner caution et, s'ils ne mènent pas à fin leur entreprise, elle doit être réadjugée à leur folle enchère. Le grand voyer et ses lieutenants ou autres officiers ne doivent imputer aucuns frais ni deniers à leur profit sur les marchés qu'ils passent, ni faire aucune dépense personnelle sur les deniers destinés aux ouvrages, ni être entrepreneurs ou associés d'entrepreneurs. Le grand voyer ou ses représentants doivent s'informer des péages et autres droits perçus pour ouvrages utiles aux communications, faire contribuer les péagers aux réparations et en dresser état. Ils doivent rechercher et réformer tous les abus qui se commettent dans l'emploi des deniers octroyés aux villes pour ouvrages publics. Enfin, chaque année, deux mois après la réception des ouvrages, les états des trésoriers et receveurs doivent être vérifiés et envoyés au grand voyer, et non aux chambres des comptes. Telles étaient les bases de l'administration des travaux publics sous Henri IV et Sully.
Quant à la juridiction contentieuse de la voirie, elle restait en dehors de cette administration et continuait à être exercée par les juges, et officiers qui en connaissaient précédemment. Toutefois, par un édit de décembre 1607, le roi en attribue une partie au grand voyer et à ses commis, avec droit de prononcer des amendes de 10 livres et au-dessous. Une grande confusion continue à subsister dans cette juridiction. Souvent plusieurs seigneurs, magistrats ou officiers y prétendent concurremment dans les mêmes localités, et il en résulte de nombreux conflits.
Le prévôt de Paris conserve la haute direction de la voirie dans la prévôté et vicomte de Paris. C'est en son nom qu'on y voit intervenir le lieutenant civil, ainsi qu'il résulte de la commission donnée par ce magistrat, le 13 août 1599, à Guillaume Hubert, voyer de Paris, pour visiter les chemins, ponts et chaussées dans l'étendue de la prévôté, les faire réparer par les seigneurs hauts-justiciers, péagers ou autres qui y sont tenus, et faire assigner devant ledit lieutenant tous les auteurs des contraventions et usurpations, et tous ceux qui ne se conformeraient pas aux injonctions du voyer. Après la suppression de la charge de grand voyer et le retour de ses attributions aux bureaux des trésoriers de France, le bureau de la généralité de Paris n'eut toujours la plénitude de la juridiction de la voirie qu'en dehors de la prévôté de Paris
Les péages et leurs abus ne pouvaient manquer d'attirer l'attention spéciale de Sully. Le 2 avril 1605, il fait prescrire aux trésoriers généraux, par un arrêt du conseil, de dresser dans chaque généralité, avec l'assistance des élus, un état des péages et deniers perçus pour l'entretien des chemins et ouvrages publics, de la dépense ordinaire qui s'y fait et des titres qui autorisent la perception : puis d'adresser cet état au grand voyer, qui le représentera au roi. Cependant, en 1609, Henri IV, passant sur le grand chemin de Picardie, reçoit de nouvelles doléances sur le défaut d'entretien des chemins par les péagers, et, par un arrêt du 11 avril, ordonne au grand voyer et à ses lieutenants d'exiger la mise en état des chaussées et pavés et leur entretien ultérieur, aux frais de quiconque perçoit les droits de péage.
Mais, après l'assassinat d'Henri IV en 1610, l'affaiblissement du pouvoir royal et de nouveaux troubles viennent interrompre les progrès de l'organisation administrative du service des voies publiques. Néanmoins Louis XIII paraît vouloir d'abord la maintenir. Dans le préambule d'un édit d'octobre 1615, il en reconnaît les avantages et constate les grands travaux entrepris sous ses auspices. C'est même sur les dépenses considérables occasionnées par ces travaux qu'il motive la création de trois nouveaux offices de trésoriers généraux des ponts et chaussées, avec pouvoir d'établir des commis dans les provinces. Le même édit nomme aussi un contrôleur général dans chaque généralité. Mais la chambre des comptes refuse d'enregistrer les dispositions de l'édit relatives à ces derniers offices, qu'elle déclare inutiles et onéreux au public et leurs titulaires sont révoqués.

#### Suppression de la charge de grand voyer
En août 1621, une nouvelle création d'offices de trésoriers généraux de France intervient, portant le nombre à douze dans chaque généralité. Cet acte, de simple fiscalité en apparence, annule l'édit de décembre 1598, qui supprimait les bureaux des trésoriers de France, et leur rend explicitement « intendance, pouvoir et faculté d'ordonner des deniers destinés « pour les ponts et chaussées révoquant tous pouvoirs et commissions qui pourraient avoir été expédiés à quelques personnes et « par qui que ce soit pour le fait de la connaissance et direction des « deniers et ouvrages desdits ponts et chaussées. » Cette révocation portait une grave atteinte aux attributions du grand voyer, au moins en la personne de ses lieutenants. Et en effet, les trésoriers généraux, ainsi réinvestis du droit « d'ordonner des deniers des ponts et chaussées et des ouvrages publics royaux », ne tardent pas à se plaindre « du trouble et empêchement » qu'ils y éprouvent à cause du maintien de la charge de grand voyer de France. Par édit de février 1626, le roi fait droit à leurs plaintes et supprime l'office de grand voyer : mais il leur fait acheter cette faveur par la création de deux nouveaux offices de trésoriers dans chaque généralité, dont la finance lui vient en aide pour les besoins de l'État. Ainsi disparait l'institution du grand voyer, première tentative sérieuse de centralisation de l'administration des travaux publics intéressant les communications. L'édit de 1626 est complété par un édit d'avril 1627, qui attribue aux bureaux des finances de chaque généralité « la juridiction en première instance de la voirie, ès-villes et lieux dépendants des justices royales ».

#### Efficacité réelle de l'action de Sully?
La nomination de Sully comme grand voyer de France répond à une nécessité impérieuse : la guerre civile a entraîné de multiples destructions. Mais quelle est la situation des voies de communication ? Le mot du chancelier Pasquier, la France semblable à un cadavre, s’il est tragiquement suggestif, reste insuffisant. Les armées ont remplacé les commerçants, la mendicité a augmenté, les ouvrages d art sont détruits, mais où et dans quelle proportion? Un inventaire s'impose, l'ouvrage de Fagniez reste trop général et incomplet (4). Dans quelle mesure, par ailleurs, l'œuvre d'Henri IV et de Sully, dans ce domaine, est-elle réelle et efficace ? Sans doute, des arrêts successifs ont précisé les attributions du grand voyer, mais ils ont d’abord désorganisé les bureaux des finances en confiant la police de la voirie des villes à des officiers locaux ayant le titre de voyers. Peu de traces subsistent de l’action réelle de ces officiers dans ces provinces où demeurent les anciens pouvoirs, jaloux de leurs privilèges. La création de l'institution risque fort, en attendant le résultat de nouvelles recherches, de rester sur le plan symbolique.

### Avènement de Colbert (1627 - 1661)

#### Apparition de contrôleurs généraux des ponts et chaussées
La gestion des ouvrages relatifs aux communications d'intérêt général reste ainsi provinciale et indépendante de toute direction ou surveillance du pouvoir central, jusqu'à Colbert. Toutefois, les trésoriers généraux de France, investis de cette gestion, n'en conservèrent pas longtemps la jouissance paisible et exclusive. La chambre des comptes avait refusé d'enregistrer la création, faite par l'édit d'octobre 1615, d'un contrôleur général des ponts chaussées par généralité. En décembre 1626, un nouvel édit en crée trois par généralité en même temps que trois trésoriers : cet édit est révoqué en 1629 : mais, en juin 1633, en paraît un autre qui rétablit à la fois et les trois trésoriers et contrôleurs généraux des ponts et chaussées pour tout le royaume, et trois contrôleurs provinciaux par généralité. Il ne faut voir dans ces variations et dans les révocations successives de ces édits, toujours déclarés irrévocables, aucune idée d'organisation ni d'amélioration du service, mais seulement des moyens fiscaux, fondés sur la vénalité de ces charges, de subvenir aux dépenses causées par les guerres civile et étrangère. Les préambules des édits en font foi avec une entière naïveté
D'autres édits postérieurs sont publiés, mais ils ne sont pas plus efficaces pour le bien du service, et restent seulement comme un témoignage des réformes qu'il eût été nécessaire d'y introduire. Les bureaux des trésoriers généraux de France, formant dans chaque généralité des corps à peu près indépendants du pouvoir central et ayant un personnel beaucoup trop nombreux composé d'hommes riches et influents qui avaient chèrement acheté leurs charges, négligent leurs fonctions et résistent même à l'exécution des édits et commissions du gouvernement. Dans ces bureaux, le droit de présidence, constitué en quatre offices, était attribué aux bureaux mêmes en corps et s'exerçait par les plus anciens trésoriers. Pour y remédier, un édit de mai 1635 « désunit » ces charges de présidents des offices de trésoriers, pour en faire des offices distincts, à la nomination spéciale du roi, sous le titre de conseillers intendants généraux et présidents aux bureaux des finances des généralités; et en même temps il institue, par bureau, un nouvel avocat et un nouveau procureur du roi pour les finances et les ouvrages publics. Leurs fonctions, d'abord restreintes et spéciales, sont étendues progressivement, malgré plusieurs obstacles et vicissitudes, à toutes les branches de l'administration. Ce qui les distingue dès l'origine des autres charges publiques. Au surplus, on peut d'autant moins attribuer à cet édit le mérite d'avoir fondé la principale institution administrative de l'ancienne monarchie, puisqu'il est révoqué au bout de deux ans par une déclaration royale du 15 août 1637, qui constate de nouveau la faiblesse du pouvoir contre les réclamations des privilégiés, auxquels il avait vendu les charges qu'il reconnaît ensuite préjudiciables au service public

#### Rétablissement de la charge de grand voyer, mais sans effet
Les trésoriers de France continuent à négliger leurs fonctions, et notamment celles qui concernent la voirie. Les grands chemins, chaussées, ponts et passages, abandonnés sans entretien, tombent en ruines. Des plaintes nombreuses s'élèvent de toutes parts. Alors le gouvernement tente de nouveau de subordonner à son contrôle, au moins pour la voirie, les bureaux de finances négligents ou se refusant à l'exécution des règlements et à l'exercice de la surveillance qui leur est confiée. Par édit de mai 1645, le roi rétablit l'office de grand voyer; mais, par un motif fiscal, il en investit trois personnes devant l'exercer alternativement d'année en année. Le titre pompeux de conseillers des conseils de Sa Majesté, grands voyers et surintendants généraux des ponts et chaussées de France, n'empêcha pas que ce défaut d'unité ne fût un germe de mort. Cette réforme ne laissa dans l'histoire aucune trace et disparut au milieu des troubles de la Fronde
Cependant les attributions des trésoriers généraux de France, en ce qui concerne la voirie, leur sont souvent contestées par les autorités locales. Le conseil d'État est plusieurs fois saisi de conflits et doit fixer les limites de ces attributions. Ainsi un arrêt du 30 octobre 1632 réduit le droit de gestion et de surveillance, que revendiquaient les capitouls de Toulouse, aux ouvrages exécutés sur les fonds de cette ville, et maintient aux trésoriers de France de la généralité la connaissance des faits de voirie et la direction des ouvrages publics « dont le fonds sera laissé es états « de Sa Majesté, ou imposé sur les deniers des villes et communautés de ladite généralité ». Un arrêt du 25 août 1635 fait défense au lieutenant de sénéchal et aux autres juges de Provence « de prendre à l'avenir cour, juridiction, ni connaissance des réparations des chemins publics, ponts et chaussées ». Un autre arrêt, du 31 décembre 1641, maintient le bureau des finances de Dijon dans la connaissance et juridiction de la grande et petite voirie, contre les prétentions du maire et des échevins de ladite ville de Dijon.

### Colbert, contrôleur général des finances (1665 - 1683)

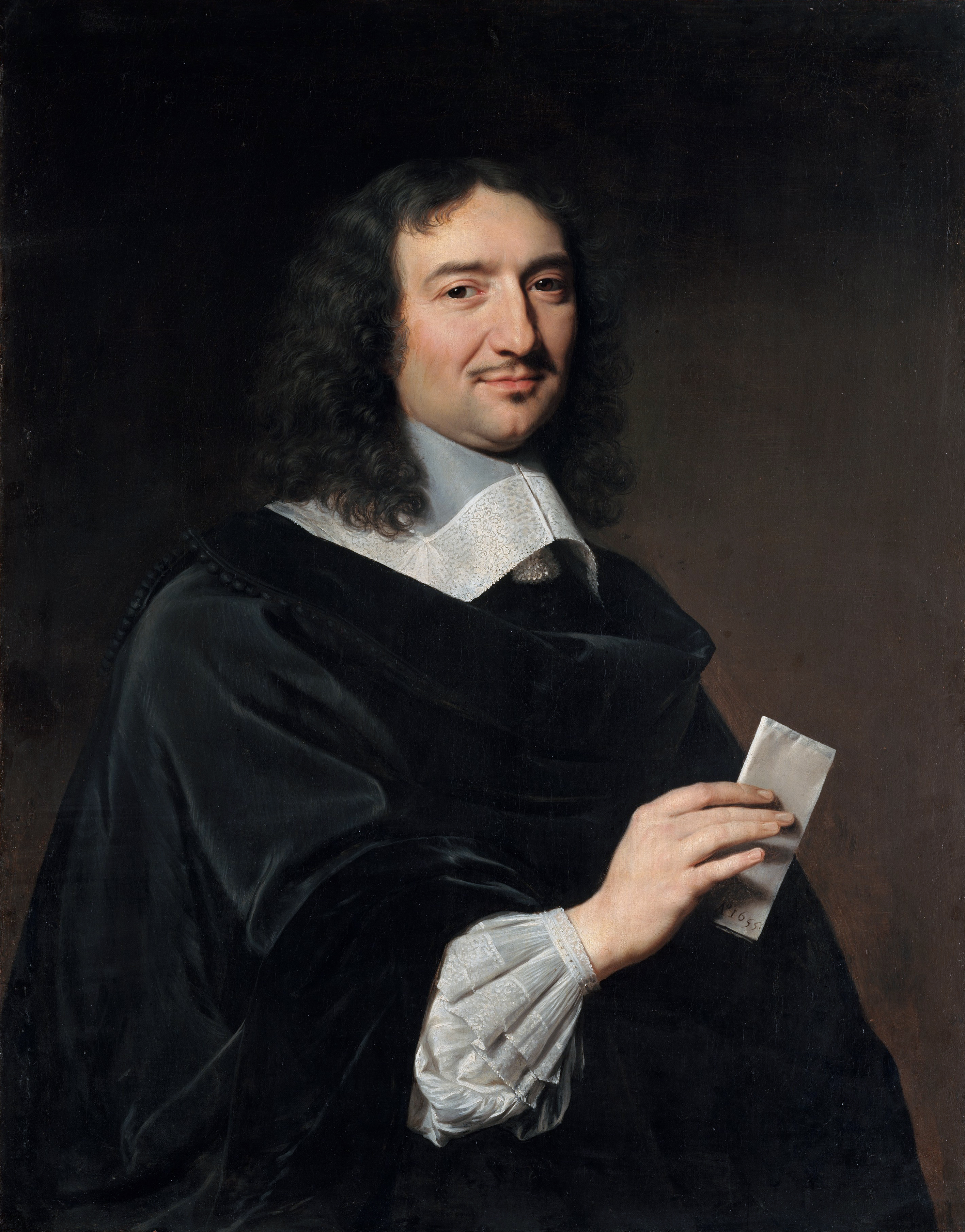
Portrait de Colbert par Philippe de Champaigne (1655), Metropolitan Museum of Art.

Après la disgrâce de Nicolas Fouquet, le roi supprime la charge de surintendant des finances et créé un conseil royal des finances dont il assure la présidence. Un de ses membres est intendant des finances, chargé de « l'épargne dans son département, et en conséquence tenir le registre de toute la recette et dépense ...». Colbert est nommé à ce poste et, peu de temps après, en 1665, porte le titre de contrôleur général des finances. Il commence par retirer aux trésoriers de France la partie administrative et technique des ponts et chaussées, leur laissant la partie financière et contentieuse. Pour cette partie technique, il nomme des intendants ou commissaires départis aux ponts et chaussées dans les généralités qui pouvaient correspondre directement avec lui.

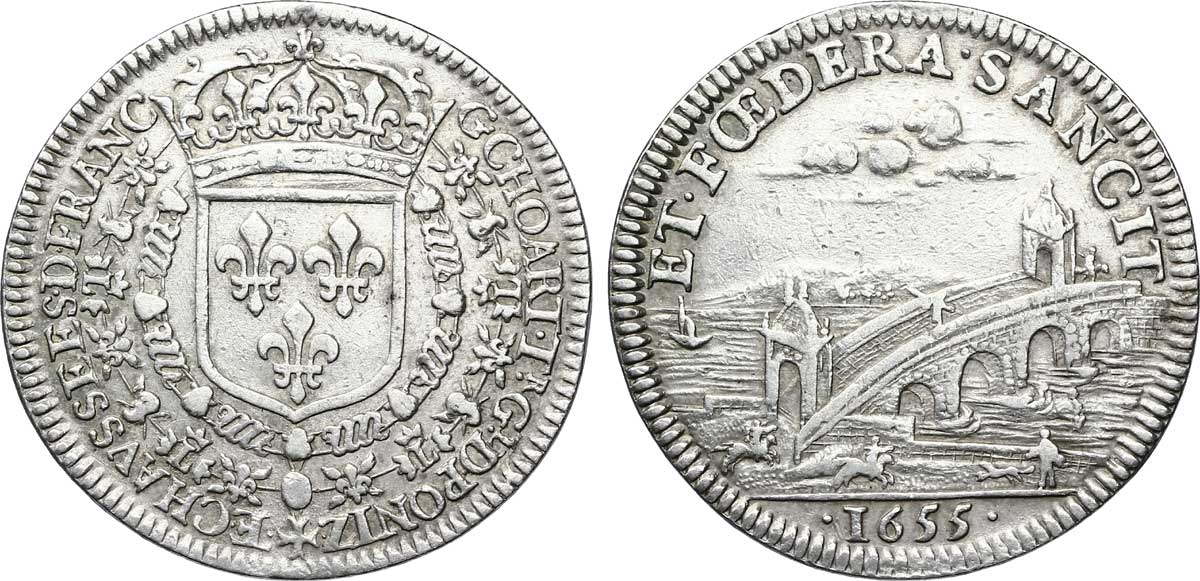
Jeton des ponts et chaussées. Titulature revers : ET. FOEDERA. SANCIT ; à l'exergue : 1655. Description revers : Un pont à cinq arches avec deux entrées .Traduction revers : Il garantit aussi le traité.

À partir d'octobre 1669, Colbert constate que la charge de commissaire départi est trop lourde, et il fait nommer pour les assister, en arrêts du Conseil d'État, des commissaires pour les ponts et chaussées, un par bureau des finances de chaque généralité, choisi en général par le commissaire départi. Leurs fonctions consistent « à visiter, conjointement avec le sieur commissaire départi en la généralité ou séparément, ainsi que ledit sieur commissaire avisera plus à propos, les ponts, chemins et chaussées de ladite généralité, dresser le procès-verbal de l'état d'iceux et faire faire en sa présence, par personnes intelligentes et capables, les devis et estimations des ouvrages nécessaires pour réparer et entretenir en bon état ; sur lesquels il sera ensuite procédé, conjointement avec ledit sieur commissaire départi et non autrement, à l'adjudication au rabais desdits ouvrages, les publications en tel cas requises préalablement faites ; et après la perfection d'iceux, et fera la réception de la manière accoutumée ». Ces commissaires vont être de plus en plus sous le contrôle des intendants chargés des généralités.
C'est dans un arrêt du 3 octobre 1682 qu'apparaît pour la première fois le titre d' ingénieur ordinaire de Sa Majesté dans la nomination de Marcilly Dieulamant pour faire les visites et devis des ouvrages sur la rivière d'Yonne et ses affluents depuis Montereau. Parmi les personnalités qui sont employées par Colbert et Louvois, il y a Nicolas Poictevin, chargé des ponts et chaussées des Généralités de Bourges, Moulins, Orléans, Riom et Tours, Libéral Bruand, François Romain, André Félibien et son fils Jean-François, Ponce Alexis de La Feuille de Merville ( -1684), commis sur le canal des Deux-Mers.

### Successeurs de Colbert (1683 - 1700)
Après la mort de Colbert, le roi et les contrôleurs généraux des finances qui lui succèdent maintiennent sa politique et ses efforts en faveur des voies de communication. Avec Claude Le Peletier, de 1683 à 1688, les dépenses pour les ponts et chaussées sont même exceptionnellement importantes, avant de redevenir plus modestes, surtout du fait des guerres, de 1689 à 1698, avec Pontchartrain.

## Construction routière

### Financement des travaux routiers

#### Un budget consacré à la route multiplié par 30 sous Colbert
Pendant la période où il a réellement le pouvoir, il multiplie par trente le budget des ponts et chaussées, qui passe de 22 000 livres en 1662 à 623 000 livres en 1671. Les registres indiquant les sommes prélevées annuellement par Colbert sur les fonds du Trésor pour le service des ponts et chaussées et pour le pavé de Paris existent encore et permettent de connaître l’évolution du budget consacré aux routes. Dans le budget de 1662, le premier que Colbert a à préparer, les routes n’obtiennent que 23 000 livres, tandis que le pavé de la capitale en absorbe près de 138 000, témoignage sans réplique du mauvais état où il l’avait trouvé et de la justesse des critiques de Boileau. Mais il faut avant tout se reconnaître et pourvoir aux dépenses les plus urgentes. Deux ans après, le fonds consacré aux routes a décuplé, et, en 1671, leur dotation s’élève à 693 000 livres, celle du pavé de Paris restant stationnaire. Bientôt la guerre de Hollande éclata et réclame d'immenses sacrifices. En 1675, au plus fort des besoins, alors que Colbert aux abois est forcé de recourir aux emprunts, aux aliénations, aux expédients de toutes sortes, le service des ponts et chaussées ne figure même pas au budget. La guerre terminée, il y reparaît avec 241 000 livres. En 1682, on l'y retrouve avec 302 000, chiffre que le successeur de Colbert put, grâce à la paix, porter au quintuple pendant deux ou trois ans. Qu’on ajoute une dépense moyenne de 50 à 60000 livres pour travaux d’entretien, et l’on aura approximativement ce que le contrôleur général affectait chaque année, sur les fonds du Trésor, au service qu’il regardait à juste titre comme la pierre angulaire de tous les autres et la base de la prospérité publique. Il convient de souligner que ces allocations étaient dépensées en entier dans les généralités ou pays d’élections, les pays d’Etats comme le Languedoc, la Bourgogne, la Bretagne, la Provence, l’Artois, etc. finançant eux-mêmes leurs dépenses liées aux voies de communication, comme toute autre dépense d’ailleurs.

#### Des contributions demandées à certaines villes
Des ressources locales, dont le détail, variable suivant les provinces, est resté obscur, viennent compléter le budget de l’État. Elles proviennent de contributions spéciales, des octrois et des corvées. La correspondance est à cet égard très explicite. Moulins, La Flèche, Montauban, Grenoble et de nombreuses autres villes eurent à payer des impositions destinées à la réparation des ponts et chaussées ou à l'endiguement des eaux. Bien que le Gouvernement ait promis de se charger des chemins royaux, les localités sont, bon gré mal gré, appelées à y concourir. En 1681, la route d’Alsace, dont le coût est estimé à 120 000 livres, fait l'objet d'une dotation royale de la moitié de la somme et le reste provient des Trois-Évêchés, la province dans laquelle se situe la route. Par ailleurs au lieu d’être laissés à la libre disposition des communes, les octrois étaient en partie appliqués aux ponts ou aux routes, d'après les indications du ministre. Ceux d'Orléans ayant été employés au paiement des dettes communales et à l'entretien du pavé, il blâma cette affectation et prétendit qu’ils avaient été concédés pour l’entretien du pont et des autres ouvrages publics. Il en fut de même pour ceux d’Angers. Comme le revenu de ces octrois, écrit Colbert, monte à plus de 30 000 livres, le roi veut, ou en soulager les peuples en les diminuant, ou au moins qu'ils soient employés à des dépenses utiles et nécessaires. Il était bien entendu que lui seul resterait juge de l'utilité. Quant aux corvées, quoiqu'il les désapprouvât en principe, Colbert en usa fréquemment, soit pour le transport des matériaux, soit pour la réparation des routes, notamment de celles où devait passer le roi.

### Programmation et exécution des travaux

#### Principes de programmation des travaux
Dans sa circulaire du 9 mai 1680 aux intendants des pays d'élections, Colbert définit lui-même les principes à appliquer pour l’entretien des chemins de chaque généralité, :

« Après avoir bien considéré vous-même, dans les voyages que vous faites, tous ces différens chemins, S. M. veut que vous fassiez choix de celuy qui est le plus utile et le plus avantageux aux peuples, et que vous fassiez faire un devis exact de tous les ouvrages qui seront à faire pour le mettre en bon état, en sorte que les peuples en reçoivent du soulagement et de la commodité, S. M. voulant que vous entrepreniez la réparation en deux, trois ou quatre années, à proportion de la dépense qu'il y aura à faire, laquelle elle réglera après avoir reçu l'estat que vous luy enverrez. Et après avoir parfaitement restably ce principal chemin, vous en pourrez entreprendre un autre, S. M. estimant beaucoup plus avantageux pour ses peuples de restablir parfaitement les grands chemins, selon leur importance, l'un après l'autre, que de continuer à faire quantité de petites dépenses de costé et d’autre, qui ne font pas l’effet qu’elle désire… »

Telle est la méthode : elle revient au principe du choix, au dessein de ne pas éparpiller les efforts, à la volonté d’utiliser au mieux les crédits. Dans une généralité comme celle de Rouen, « le Roy ne veut estre chargé que des ouvrages de conséquence comme des ponts sur les rivières, des grandes chaussées de pavé à faire et autres de cette nature ». À l’égard des petits ouvrages, comme coucher, passer ou mettre des cailloux dans un mauvais passage de 50 ou 60 toises de long, la dépense doit en être couverte par les communautés. De même, en ce qui concerne les chaussées et banlieues des grandes villes dont les maires et échevins sont chargés, l’intendant doit tenir la main à ce qu’elles soient maintenues en état. Le gouvernement n’est pas, dans ce cas, entrepreneur, mais simple surveillant.
On a néanmoins reproché à Colbert l'attention qu'il donnait aux chemins où devait passer Louis XIV, les corvées requises, les haies coupées, les fossés comblés, « pour le seul passage du roi », mais il semble que cette pratique était usuelle.

#### Exécution des travaux
La bonne exécution des travaux et le choix des entrepreneurs font l'objet de prescriptions continuelles. Colbert veut surtout prévenir les monopoles, déjouer les collusions, trouver des cautions valables, n’adjuger les travaux qu’au rabais et ne les recevoir, pour plus de sûreté, qu’après l'hiver. Suivant une lettre à l'intendant du Dauphiné, les entrepreneurs des généralités étaient obligés, par leurs marchés, d’entretenir pendant dix ans, sans augmentation de prix, les ouvrages livrés par eux. Le 27 juin 1677, le ministre prescrivait à l’intendant d’Orléans d’avoir des entrepreneurs solvables et de veiller à ce que les ouvrages soient bons, et, si c’était possible, … éternels. Prenant les adjudications au sérieux, Colbert n'entendait pas que les entrepreneurs n’acceptent que les chances de gain. Néanmoins, sans doute à cause de déboires exceptionnels, il fit accorder une indemnité de 10 000 livres à l’entrepreneur du pont d'Orléans, « pour les pertes et disgrâces qu’il avoit souffertes ». Enfin, Colbert redoutait que les ouvriers et entrepreneurs qui étaient chargés les uns des devis et des travaux, les autres de la réception, ne fussent de connivence entre eux, et l’on trouve l'expression de ses méfiances dans une lettre à l'intendant de Grenoble du 6 juin 1681.

## Caractéristiques du réseau routier

### État des routes au début duXVIIesiècle
Au début du XVIIe siècle, du fait des conséquences des guerres civiles, les voies sont impraticables et peu sûres. Les routes, laissées à l’abandon, usurpées par les riverains, effacées par la végétation, à peine reconnaissables aux quelques ormes qui les bordent encore, ne se distinguent plus de la campagne. Les ponts sont en ruines, les bacs ne répondent plus à l’appel des voyageurs. Il faut quelquefois, pour trouver une route carrossable, se détourner de trente ou quarante lieues. Le commerce abandonne ses anciens itinéraires et délaisse des villes à la prospérité desquelles il avait largement contribué. Quand le roulage ne se résigne par ces longs circuits, il essaye de s’ouvrir une route nouvelle, à côté de l’ancienne, dont il emprunte, autant que possible, le tracé et cet itinéraire, une fois frayé, est adopté et remplace la vraie route.
Voies anciennes et voies ébauchées par la circulation sont également peu sûres. Fondrières, bandes de loups, troupes de brigands, vexations des gouverneurs et des châtelains sont autant de dangers pour les quelques voyageurs. Le choix d'un déplacement par voie fluviale n 'est guère mieux car on doit faire face aux mêmes exactions. Les péages y pullulent, aussi vexatoires dans leur perception qu’illégitimes dans leur origine et arbitraires dans leur taux. Ils sont exploités par des fermiers sans scrupule qui, de connivence avec ceux qui les ont usurpés, multiplient pour la navigation les entraves et les retards afin de s’en faire payer le rachat. Lentement les chalands avancent sur les cours d’eau obstrués par les éboulis des berges, par les moulins, par les pêcheries. De lieu en lieu ou à peu près il fallait s'arrêter, aborder, amarrer près des bureaux, attendre le péager absent à dessein et acheter le droit de continuer sa route en payant à un commis. Les arches des ponts sont quelquefois barrées par des chaînes qu’on ne pouvait faire lever qu’après avoir longuement marchandé.

### Évolution temporelle du maillage du réseau routier

#### Centralisation et déséquilibre spatial
Une étude réalisée en 2007 utilisant différentes techniques issues de l’analyse spatiale a permis de caractériser l’évolution de la desserte du territoire français par le réseau des routes de postes, entre 1584 et 1833. Trois visions de l’articulation du réseau postal au territoire national s’imposent : une centralisation qui s’affirme au niveau national, un déséquilibre qui se maintient entre la France du nord et la France du sud, une diminution nette des écarts régionaux de desserte à partir du milieu du XVIIIe siècle, soit trente ans avant la révolution française.
Les routes de postes constituent le premier réseau d’échange public de l’information qui se déploie à l’échelle d’un territoire national. Il est fondé sur un système de relais, permettant d’acheminer des dépêches ou des petits colis de manière rapide, grâce au changement de monture (en moyenne tous les 15 ou 20 km). Selon les estimations de l’historien Guy Arbellot (1973), la vitesse postale est de l’ordre de 7 km/h au début du XVIIIe siècle et de 12 à 14 km/h dans les années 1830-1840. À ces mêmes époques, sur des itinéraires de plusieurs centaines de kilomètres, un particulier circule à une vitesse moyenne d’environ 2 à 4 km/h s’il ne peut changer de monture. Jusqu’au XVIIIe siècle, l’essentiel du courrier transporté par le système postal relève de l’administration publique, mais la part du courrier des particuliers s’affirme ensuite. Outre sa fonction initiale d’échange de l’information, le réseau postal se double peu à peu d’une fonction de transport : les diligences réservées au courrier postal accueillent des voyageurs privés, notamment à partir de la fin du XVIIIe siècle (Belloc 1886, Desportes 2005) .

#### Un déséquilibre entre nord et sud qui n’apparaît pas encore auXVIesiècle
| Année | France du sud (km) | France du Nord (km) | France du Nord (%) |
| ----- | ------------------ | ------------------- | ------------------ |
| 1584  | 1 593              | 1 778               | 53                 |
| 1632  | 3 821              | 3 529               | 48                 |

Dans son étude de l’équipement routier de la France en 1820, l’historien Bernard Lepetit évoque le différentiel majeur entre la France du sud (un réseau inachevé, des ramifications insuffisantes pour assurer le désenclavement des régions traversées) et la France du nord (celle de la « capillarité routière maximale ») (Lepetit, 1988). Les statistiques obtenues en 2007 avec l’étude géomatique des routes de poste confirment grandement ces conclusions et montrent que dès le milieu du XVIIIe siècle, près des ¾ du réseau postal sont concentrés dans la moitié nord de la France. Au cours du XVIe siècle les linéaires entre nord et sud sont par contre relativement équilibrés.

### État des routes à la fin duXVIIesiècle

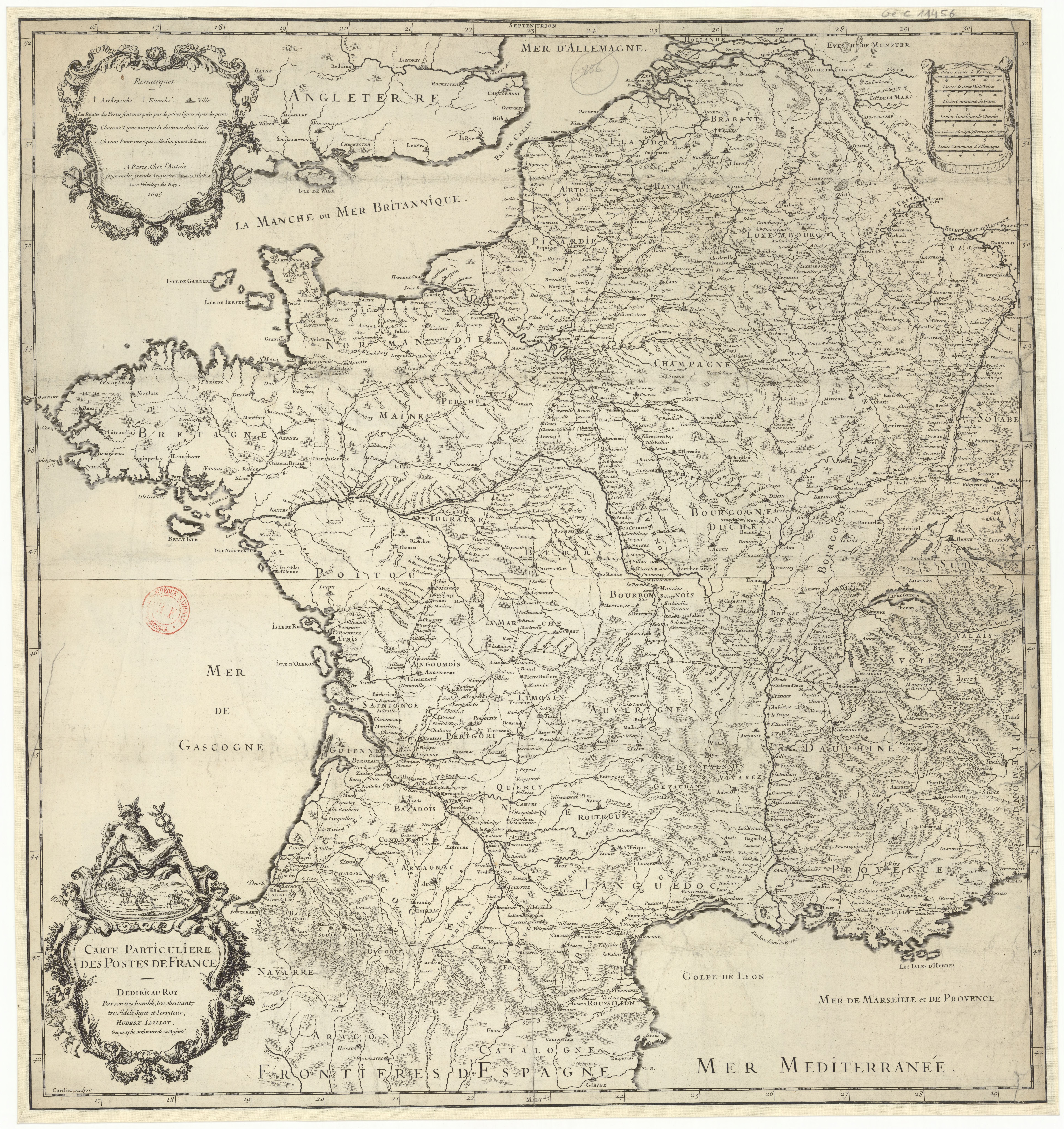
Carte des routes de postes de France, Alexis Hubert Jaillot (1695).

Dans son ouvrage « Histoire des routes de France du Moyen Âge à la Révolution », Georges Reverdy établit un état des routes à la fin du XVIIe siècle en utilisant la carte des routes de Postes établie par Alexis Hubert Jaillot en 1695 et en la compara également ce document avec la Guide des chemins de France, publiée un siècle auparavant en 1552 par Charles Estienne. La carte de Jaillot ne recense pas les principales ou les meilleures routes de France, mais celles qui sont jalonnées de relais de poste, et où l’on peut trouver des chevaux, même s’il n’y a pas de route carrossable.
Vers le nord, entre Paris et Amiens, la Guide avait deux routes par Beauvais et une troisième plus directe par Clermont et Breteuil, qui subsiste seule un siècle plus tard. Pour poursuivre vers Boulogne et Calais, la Guide suivait la chaussée Brunehaut directe par Domqueur jusqu’à Montreuil, alors que la route de poste fait maintenant le détour par Abbeville avant de rejoindre l’ancien tracé à Montreuil.
Vers l’est, la Guide suivait aussi l’itinéraire le plus direct pour Reims, par Claye et Fère-en-Tardenois (sans parler de la variante très indirecte par Laon), alors que la route de poste suit le chemin du sacre par Soissons. Au-delà de Châlons, elle suivait aussi pour Toul et Nancy le tracé direct par Bar-le-Duc et Ligny-en-Barrois, alors que la route de poste descend par Vitry et Saint-Dizier pour rejoindre Ligny. Pour Langres, au-delà de Troyes, elle passait par Bar-sur-Seine et Arc-en-Barrois, plus au sud que la route de poste par Bar-sur-Aube et Chaumont.
Vers Lyon et le Sud-Est, changement fondamental de tracé pour la route de Bourgogne, qui gagnait d’abord Dijon en remontant la vallée de la Seine par Troyes et Châtillon, alors que la route de poste du XVIIe siècle remonte la vallée de l’Yonne jusqu’à Auxerre avant de rejoindre l’ancien tracé à Chanceaux, en passant de vallée en vallée par Noyers et Montbard. La route du Bourbonnais, au contraire, est inchangée par Nevers, Moulins et Tarare, avec une seule modification entre Essonnes et Montargis, l’ancienne route allant directement par Courances et Larchant, alors que la route de poste est la même jusqu’à Fontainebleau que la route de Bourgogne et rejoint, de là, Montargis par Nemours.
Vers le Centre de la France, deux grands itinéraires restent stables : celui de l’Auvergne jusqu’à Clermont et Brioude, qui se détache à Bessay de la route du Bourbonnais pour Lyon et celui de Paris à Toulouse par Orléans, Romorantin, Châteauroux, Limoges et Cahors. En revanche, ont disparu complètement les itinéraires de la Guide vers le Bourbonnais et Clermont par Bourges, l’étonnant itinéraire d’Orléans à Toulouse, directement à travers le Massif central par Issoudun, La Châtre, Felletin, Laroquebrou et Villefranche-de-Rouergue, ainsi que son embranchement de La Châtre à Limoges par Guéret, et la liaison vers Agen au-delà de Limoges par Limeuil et Villeneuve-sur-Lot.
Vers le Sud-Ouest, la grande route de Paris à Bordeaux et Bayonne passe toujours par Orléans, Blois et Poitiers, mais avec deux variantes : entre Blois et Châtellerault, l’ancienne route passait par Amboise, Bléré et Port-de-Piles, la nouvelle par Montrichard, Loches et La Haye et entre Poitiers et Bordeaux, l’ancienne route passait par Melle et Saintes, alors que la nouvelle, plus directe, passe par Chaunay et franchit la Charente à Châteauneuf, sans faire encore son détour du siècle suivant par Angoulême.
Vers l'Ouest, il y a toujours deux routes pour Nantes et Angers, l’une par Orléans et la vallée de la Loire, l’autre, qui n’est pas décrite mais seulement mentionnée dans la Guide, par Chartres et Le Mans, avec une modification entre Paris et Chartres par Rambouillet, alors que l’ancienne route passait par Palaiseau, Bonnelles et Saint-Arnoult. Pour la liaison de Paris à Rennes, les variations sont plus nombreuses, aussi bien de Paris à Dreux que de là à Mortagne, puis entre Mayenne et Rennes où les anciens tracés passaient par Ernée, puis par Fougères ou Juvigné, alors que la route de poste fait le détour par Laval jusqu'à Vitré. Vers Rouen, la grande route ne change pas par Pontoise et Magny et, au-delà, pour rejoindre Caen et le Cotentin, l'ancienne route allait longer la côte par Honfleur et Touques, alors que la nouvelle va directement de Pont-Audemer à Caen par Pont-l'Évêque.
Quant aux transversales, elles sont un peu plus importantes dans le nouveau réseau de routes de poste. Si la Guide avait repris la liaison Narbonne-Toulouse des Romains, elle ne l'avait pas prolongée par la vallée de la Garonne jusqu’à Bordeaux, comme le fera la route de poste. Et celle-ci est aussi nettement tracée de Lyon à Bordeaux par Clermont et Limoges, alors que la Guide ne connaissait qu'une étonnante liaison « de Moulins à Toulouse sans aller jusqu’à Lyon », qui, de Clermont, rejoignait à Souillac, par Ussel et Tulle, la route de Limoges à Toulouse.
La plupart des variantes constatées s’expliquent bien par le choix soit de l’itinéraire le plus direct, soit par la desserte de villes proches. À l'échelle de cet article, les variantes beaucoup plus locales ne peuvent être décrites. Par ailleurs, rien ne renseigne sur la qualité et la praticabilité de toutes ces routes, comme l’avait fait, en son temps, quelquefois, l’auteur de la Guide.

## Technique routière

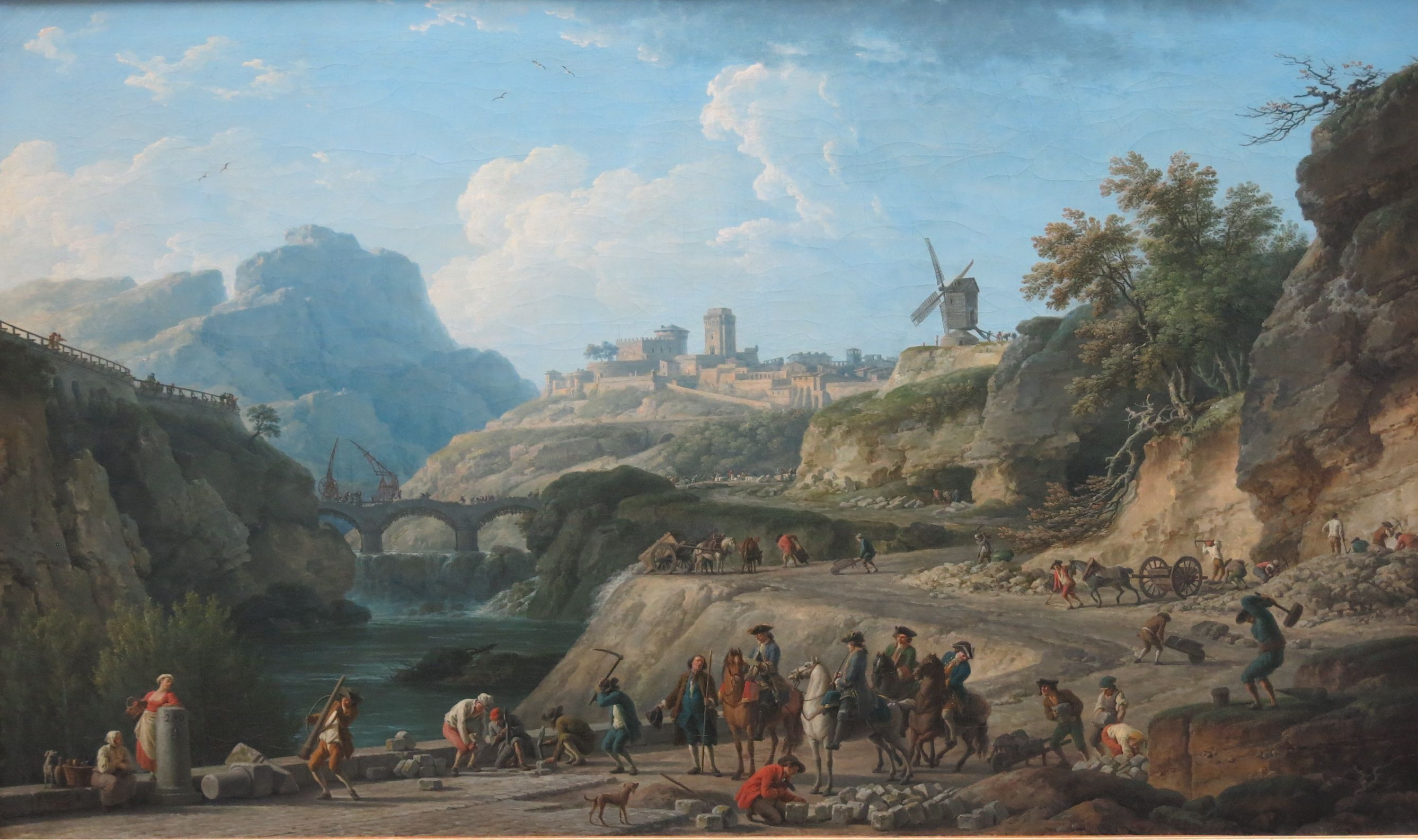
La Construction d'un grand chemin
par Claude Joseph Vernet, 1774

Les questions techniques de construction et d’entretien n’apparaissent pas, à cette époque, tenir la première place dans l'esprit des contemporains. Les caractéristiques du réseau routier, dont la notion se dessine alors, demeurent celles des siècles passés. Sans doute, on peut noter des tendances nouvelles et un effort, qui n’est ni cohérent, ni continu, d’entretien et d’exploitation, en liaison d’ailleurs avec les nouvelles conditions politiques et économiques, mais on n’enregistre aucune révolution technique d’importance, ni dans l’infrastructure : la route, son matériau, son tracé..., ni dans la superstructure, moyens de transports et techniques de déplacement. Le cheval reste l’élément de traction essentiel et sa vitesse ne s’est pas modifiée depuis l'Antiquité, tout au plus a-t-on noté au XIIe siècle l’apparition du collier rigide et, au XVIe siècle, celle de I’avant-train mobile, transformations importantes, certes, mais qui n’ont rien de comparable aux révolutions nées du moteur à explosion, de l’accroissement de la vitesse et de la diffusion du pneumatique,.
Il convient cependant de noter la part croissante prise par les problèmes techniques qui, avec Colbert, reçoivent des esquisses de solution et prendront la première place au XVIIIe siècle.

### Caractéristiques des routes

#### Largeur des chemins
Différentes prescriptions de Colbert visent la largeur des chemins royaux, notamment en pays de bocages : Maine, Anjou, Normandie, Bretagne. Le contrôleur général s’en est lui-même occupé, quand son frère Charles était intendant du Maine ; il fit alors élargir les chemins de cette province qui estoient fort étroits, fort profonds et fort incommodes pour toutes sortes de voitures, ce qui réussit très bien et à la satisfaction de tout le monde ; l’on avait pris cependant les terres de tous les particuliers pour cet élargissement et l’on coupa toutes les hayes et tous les gros arbres qui sont ordinairement sur les bords des terres dans cette province.  Dans la généralité de Tours, les largeurs recommandées varient. Une ordonnance du conseil d’Artois, en date du 1er juin 1680, fixe à 44 pieds la largeur des chemins royaux, à 32 celle des chemins des vicomtés, à 8 celle des chemins de terroir, à 4 celle des sentiers.
Il a par ailleurs « été donné arrêt pour l’élargissement des chemins dans la généralité de Tours, et pour les rendre de 36 pieds de large, suivant les anciennes ordonnances ». En Normandie, l'arrêt du Conseil du 18 juillet 1670  ordonne que tous les grands chemins royaux de cette province auront au moins 24 pieds de passage libre et commode, sans que la dite largeur puisse estre occupée par des hayes, fossés ou arbres...

#### Limitation des chargements
De même les chargements sont limités : « fait défense à tous rouliers et voituriers d’atteler plus de quatre chevaux sur chaque charrette et harnais, a peine de confiscation… ».

### Chaussée

#### Pavé
Le pavé est assurément le matériau roi, mais il coûte cher, et ne doit être employé qu'en quantité limitée, sur la route de Paris à Orléans, sur certaines portions des grands chemins de la généralité de Rouen, de Verdun à Metz, autour de Moulins ...
Depuis l'ordonnance de la prévôté de Paris de 1420 qui définit les dimensions du pavé comme des carreaux de 6 à 7 pouces en tous sens, l'échantillon du pavé de Paris est la référence, mais les consignes évoluent sous Colbert. L'arrêt du Conseil de 1660 défend aux carriers de faire des pavés autres que de 8 à 10 pouces en carré. En 1687, l'échantillon est de 7 à 8 pouces pour les grands chemins, puis de 8 à 9 pouces, mais il y a aussi des dimensions plus réduites pour les pavés de roches plus tendres, et on ne peut citer toutes les catégories jusqu'aux grands pavés revenus à l'honneur dans les quartiers anciens, avec des dimensions courantes, de 14 x 20 x 16 cm.
Un élément encore plus important que la dimension était la qualité de la roche de grès employée pour les fabriquer, plus difficile à définir. On avait eu tendance à s'approvisionner de préférence dans les étages supérieurs plus ou moins tendres de la forêt de Fontainebleau ou de la vallée de l'Yvette. C'est Henri Gautier, dans son Traité de la construction des chemins de 1693, qui distingue le plus clairement qu'il y avait des sortes très différentes de pavés suivant les régions : les pavés de grès, taillés à éclats, pour les chaussées d'Île-de-France et les rues de Paris, les cailloux de rivière (ou galets), employés en plusieurs endroits, et les pavés « à pierre de rencontre », comme des bancs de meulière, qu'on appellerait de nos jours du blocage.
D'après un procès-verbal de visite de 1636, le pavé de Paris avait alors une superficie de 520 000 m2, et le pavé de la banlieue environ 250 000 m2.

#### Autres matériaux et techniques
Pour le reste des routes, le cas le plus courant, on utilise le caillou, le bois et la terre. Mais ce n'est qu'à la fin du siècle pour qu'un ouvrage précise enfin les techniques routières. Henri Gautier, dénommé abusivement le premier ingénieur des ponts et chaussées, mais assurément le premier auteur et professeur en la matière, publie en effet en 1693 son Traité de la construction des chemins, un ouvrage si remarquable qu'il faudra attendre les premiers cours de routes de l'École des Ponts et chaussées au XIXe siècle pour le dépasser avec des techniques plus perfectionnées..

#### Transport des matériaux
Le transport des matériaux est un problème. Des solutions originales sont quelquefois trouvées. Ainsi, sur la proposition de l’intendant d'Orléans, un arrêt du Conseil du 11 juillet 1682 autorise les rouliers et charretiers de la ville d'Orléans et de six lieues à la ronde, qui retourneraient à vide de Paris ou des environs, à voiturer six poinçons de vin, nonobstant les défenses d’en voiturer plus de cinq, à la condition qu'ils se chargeraient dans la ville d’Étampes de deux douzaines de pavés ou de deux poinçons de sable, pour être portés et déchargés aux endroits qui leur seraient indiqués. Une injonction qui s'apparente à une sorte de corvée, annonciatrice des prestations futures.

### Prémices de la signalisation de direction

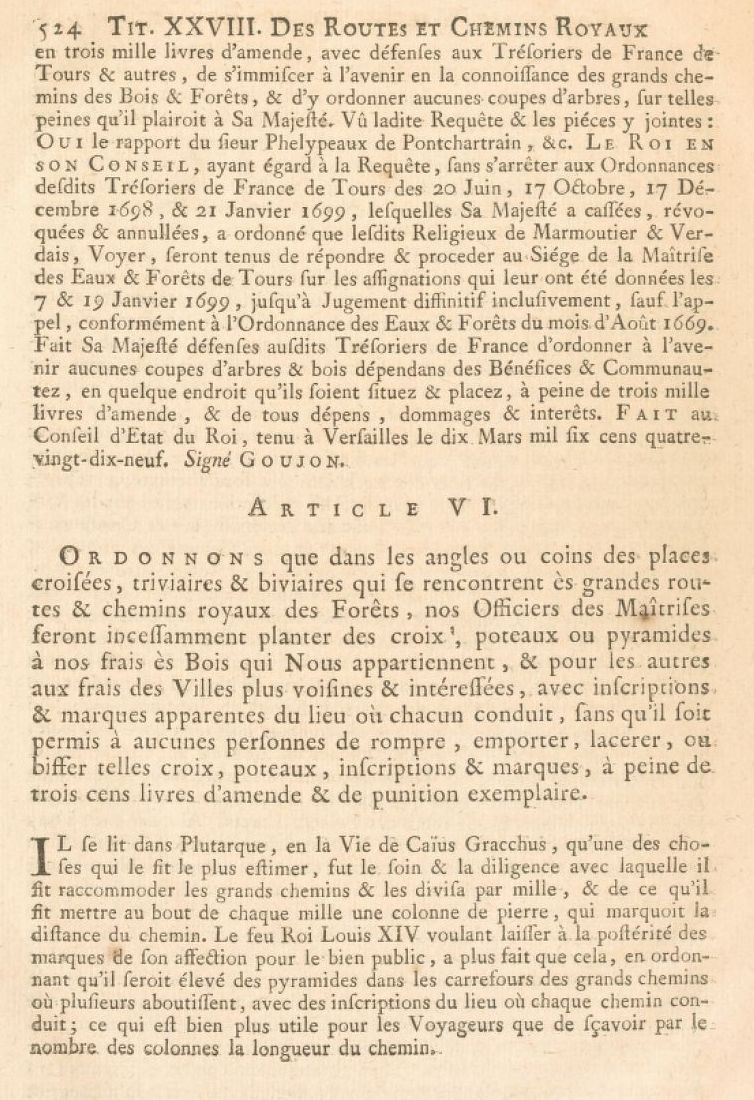
Fac-simile de l'article 6 du titre XXVIII. « Des Routes et Chemins Royaux ès Forêts et Marchepieds » de l'ordonnance d'août 1669.

En août 1669 est prise, sur la proposition de Colbert, la grande ordonnance pour les Eaux et Forêts, qui demande aux officiers des maîtrises de planter dans tous les croisements et étoiles forestières « des croix, poteaux ou pyramides ... avec inscriptions et marques apparentes du lieu où chacun conduit », et naturellement avec des amendes et punitions pour tous ceux qui viendraient « rompre, emporter, lacérer ou biffer ces croix, poteaux, inscriptions et marques ». Des croix et de grandes pyramides subsistent aujourd’hui dans certaines de ces étoiles, bien mieux conservées que des poteaux à bras multiples, comme le poteau Maître Jean dans la haute forêt d'Eu sur la route de Rouen à Abbeville. De son côté, Lamoignon de Basville avait prescrit, en 1690, de planter dans les quinze jours « dans tous les lieux où il y aura des chemins (des Cévennes) qui fourcheront, de grandes pierres, où sera gravé de chaque côté le lieu principal... » .
Mais après l'ordonnance de Colbert, les intendants rencontrent ailleurs que dans les forêts des problèmes de signalisation pour... l’acheminement des recrues. Une première mention en est faite en 1692 par l’intendant de Soissons, qui a eu connaissance d’une proposition faite par un sieur Nault, dans la généralité de Moulins, visant à supprimer l’emploi de guides pour les soldats de passage, en les remplaçant par la pose de poteaux indicateurs. Des ordres auraient été alors donnés aux syndics des paroisses pour réaliser ce projet, mais en général ils n’auraient pas été suivis.

## Ouvrages routiers

### Ponts

#### Apparition de l’anse de panier
Au XVIIe siècle et pendant la première partie du XVIIIe siècle, les techniques restent sensiblement les mêmes qu’au siècle précédent. Seuls changent le style et la décoration. À la grâce de la Renaissance succèdent une certaine austérité et l’ordonnance classique du Grand Siècle. La seule modification sensible dans les lignes générales des ponts vient du fait que plusieurs voûtes sont surbaissées, avec en particulier l’apparition de l’arche en anse de panier.

#### Derniers ponts bâtis

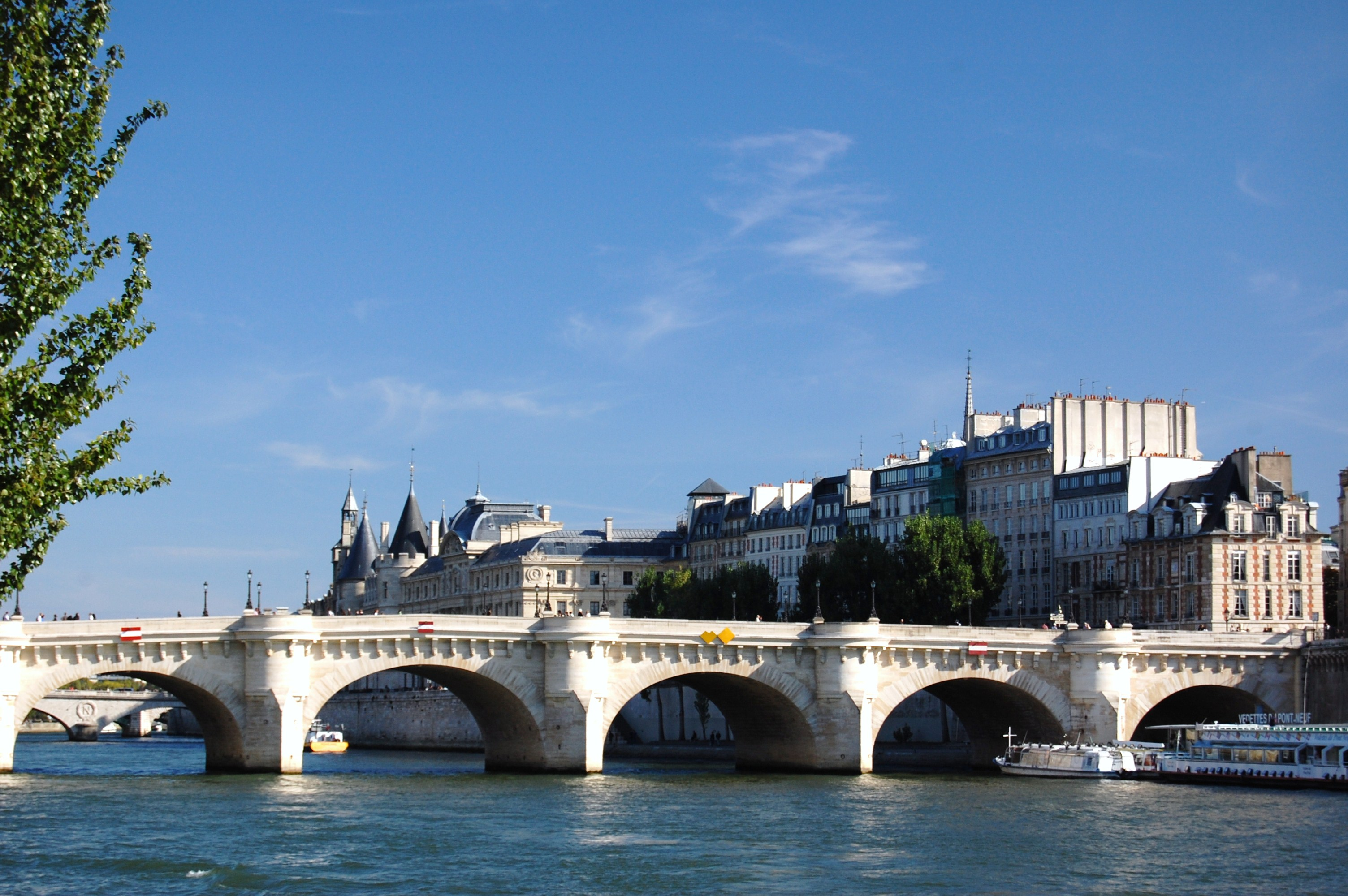
Le pont Neuf, le plus ancien pont de Paris, mis en service en 1604.

Le premier des ponts de Paris à n'être pas bâti est le pont Neuf, mis en service en 1604, pourtant conçu sur le même principe que ses prédécesseurs : le roi Henri IV, qui résidait au Louvre, jugea, non sans raison, qu'une rangée de maisons dont il n’aurait vu que les arrière-façades, avec leurs latrines, aurait quelque peu déparé la vue dont il jouissait sur l’île de la Cité. À la même époque, ceux de Châtellerault ou de Toulouse abandonnaient, à leur tour, cette contrainte, ce qui leur a valu de traverser les siècles sans modification, leur tablier avant une vingtaine de mètres de largeur. Pourtant, il s’en fallut de beaucoup que la pratique cesse : dans la première moitié du XVIIe siècle, le pont Marie, comme le pont au Change sont reconstruits avec des maisons : il fallut plusieurs incendies, ainsi que des critiques de plus en plus nombreuses (certains allaient même jusqu’à proposer d’établir des terrasses continues au-dessus des maisons sur l'eau pour que les passants puissent jouir de la vue sur la Seine...), pour qu’enfin, au XVIIIe siècle, les constructions disparaissent.

### Murs

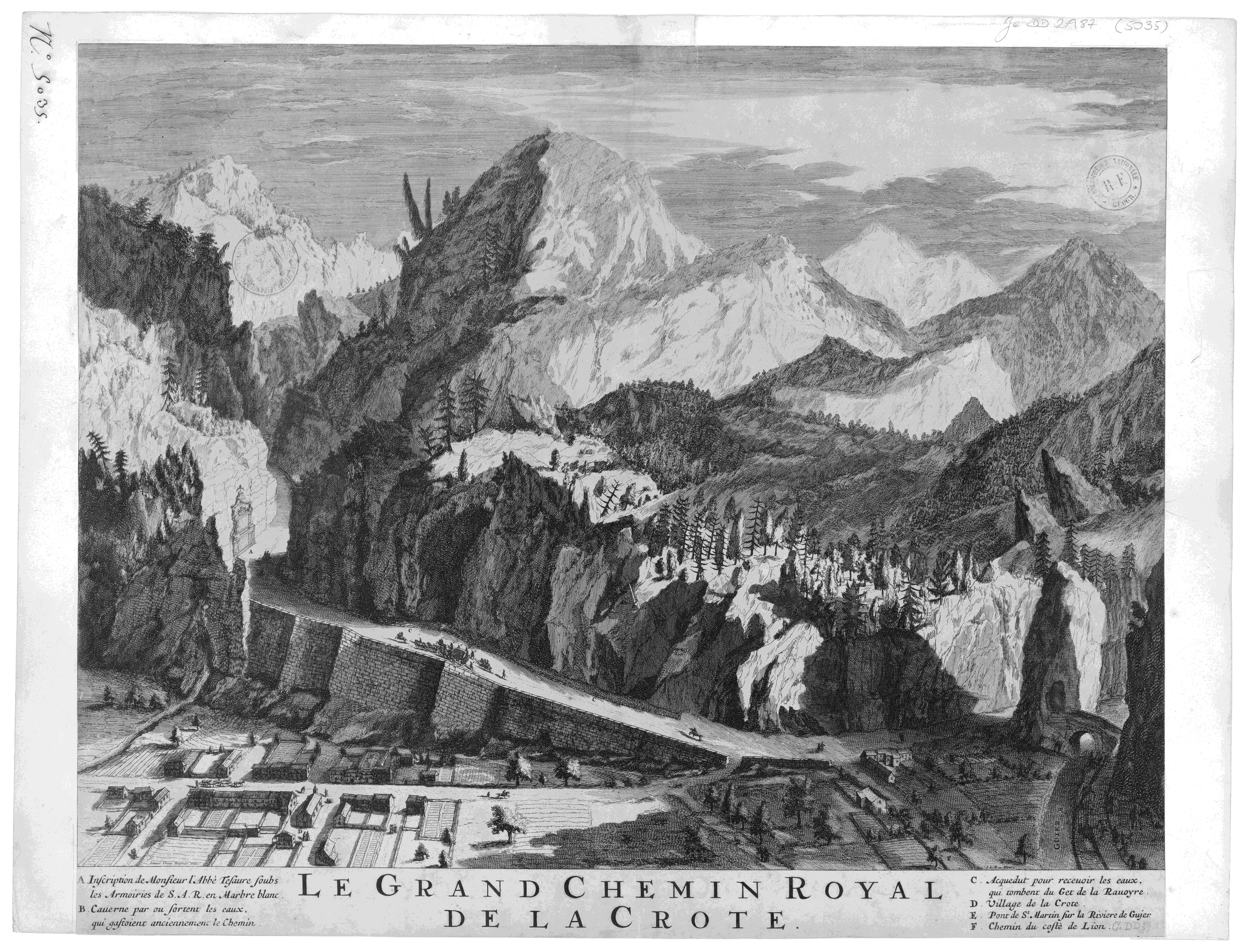
Grand Chemin royal de la Crote, ou route des Échelles (1682).

La nouvelle route des Échelles, ouvrage qui n’était pas dans la France d’alors mais dans le duché de Savoie, est construite sous le règne de Charles-Emmanuel II. Son gigantesque mur de soutènement est construit de 1657 à 1670 et il supprime un des passages les plus difficiles sur la grande route de France en Italie. Selon Georges Reverdy, il n’y a pas de réalisation routière plus importante avant cette époque. Une immense inscription toujours sculptée dans le rocher rappelle aux passants depuis plus de trois siècles les grandes œuvres du quatorzième et dernier duc de Savoie .

## Cartographie routière
Si les premiers cartographes sont hollandais, en France c’est Nicolas Sanson (1600-1667) d’Abbeville qui est considéré comme le père de la cartographie française, et il régna longtemps sur celle-ci avec ses fils Nicolas II et Guillaume, et son neveu Pierre Duval (1619-1683) également d'Abbeville, et Gilles Robert de Vaugondy (1688-1766), considéré souvent comme son petit-fils, mais qui fut plutôt l’héritier de son fonds géographique, et géographe connu lui-même.
De nombreux intervenants sont à différencier dans la publication de ces cartes :
- l’auteur de la carte, celui qui l’a levée sur le terrain ou qui, à cette époque, l’a beaucoup plus souvent établie sur la base de documents déjà existants (quand il ne l’a pas franchement copiée sur un autre auteur) ;
- le graveur, dont le talent était essentiel, et qui partageait parfois son travail avec d’autres pour la gravure des cartouches ou ornements ;
- le promoteur de la carte, celui qui la faisait dresser et en assurait le financement, souvent confondu avec l’éditeur ou le marchand, qui faisait aussi appel à un coloriste ou à un enlumineur.

Comme beaucoup des cartographes reconnus ont exercé successivement ces diverses fonctions, et qu’il s’agit dans bien des cas de dynasties ayant exercé pendant les XVIIe et XVIIIe siècles, il est bien difficile à un non spécialiste de faire la différence.
Par ordre chronologique, les cartes françaises produites au XVIIe siècle sont les suivantes : 
- 1632 - la Carte géographique des Postes qui traversent la France, par Melchior Tavernier, graveur et imprimeur ordinaire du Roi. Ce n’était donc pas un géographe lui-même mais un graveur et un éditeur. Il publia ainsi des cartes d’ingénieurs militaires, puis celles de Nicolas Sanson dont il avait découvert le talent.
- 1634 - les Cartes générales de toutes les provinces de France par Christophe Tassin, géographe ordinaire du Roi ;
- 1642 - le Théâtre des Gaules de Jean Boisseau, enlumineur du Roi pour les cartes marines et géographiques. Sur sa carte de France est tracée « la route des postes et grands chemins, allant de la ville de Paris aux principales villes et extrémités de cet Etat... œuvre nécessaire à tous maréchaux des logis, fourriers et voyageurs... » ;
- 1674 - la Carte particulière des environs de Paris par M.M. de l’Académie des sciences. Enfin une carte établie scientifiquement, ce qui n’était pas encore le cas pour celles de Sanson. Malheureusement et très curieusement, elle ne comporte encore le tracé d’aucune route. Ce n’était donc pas le problème majeur aux environs de Paris pour Louis XIV !
- 1681 - L'Atlas Nouveau d'Alexis Hubert Jaillot (1632-1712), d’une des familles de cartographes les plus connues. Le fondateur Alexis-Hubert était d’ailleurs venu à la géographie en épousant une fille de Nicolas Berey, puis en éditant les œuvres de Nicolas Sanson et de ses descendants. Il produit en particulier la première carte particulière des postes de France, ce qui fut une des spécialités de sa maison d’édition jusqu’au milieu du XVIIIe siècle avec la publication annuelle d'une liste et d’une carte des routes de poste ;
- 1695 - L’atlas royal de Nicolas de Fer (1646-1720). Bien que sa réputation ne soit pas des meilleures comme géographe, il présente l'avantage d'y faire figurer les routes. Il avait succédé à son oncle, déjà marchand en taille-douce et enlumineur de cartes géographiques. Il grave lui-même peu de cartes mais fait travailler plusieurs graveurs et publie de nombreux atlas, aussi bien des côtes de France que des villes d’Europe.

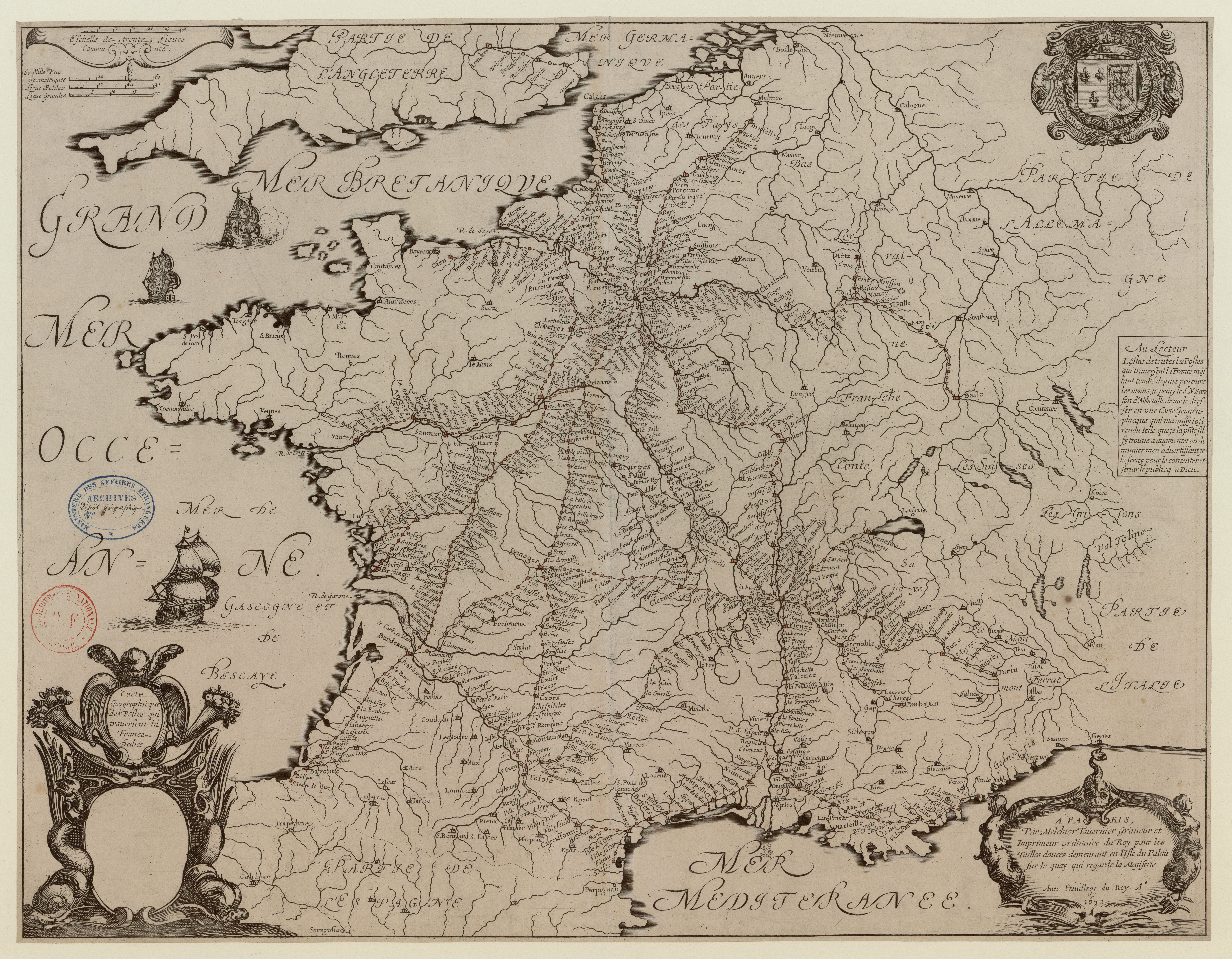
Carte des routes de postes (1632), Melchior Tavernier.
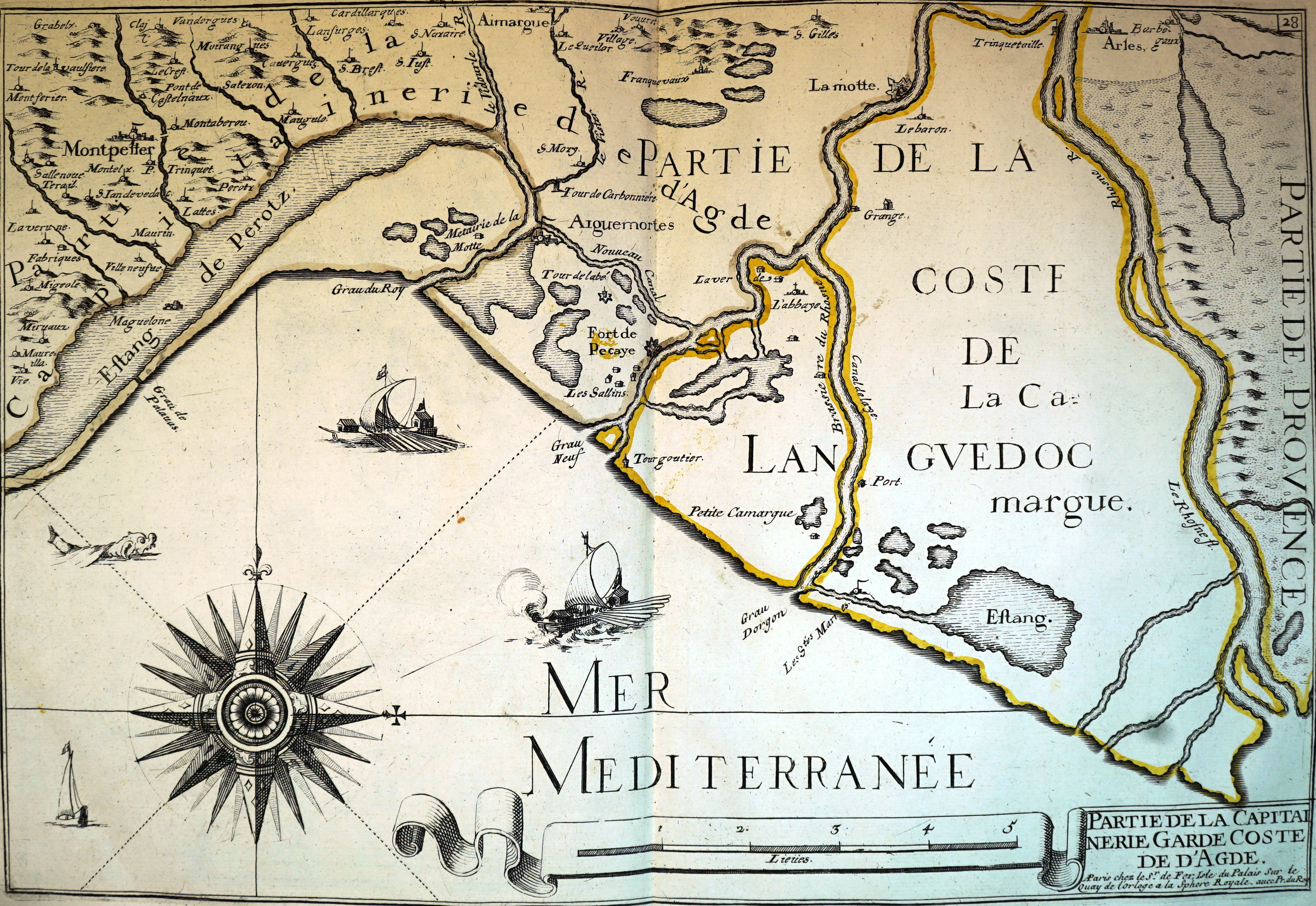
Capitaineries et côtes de Camargue, Christophe Tassin.
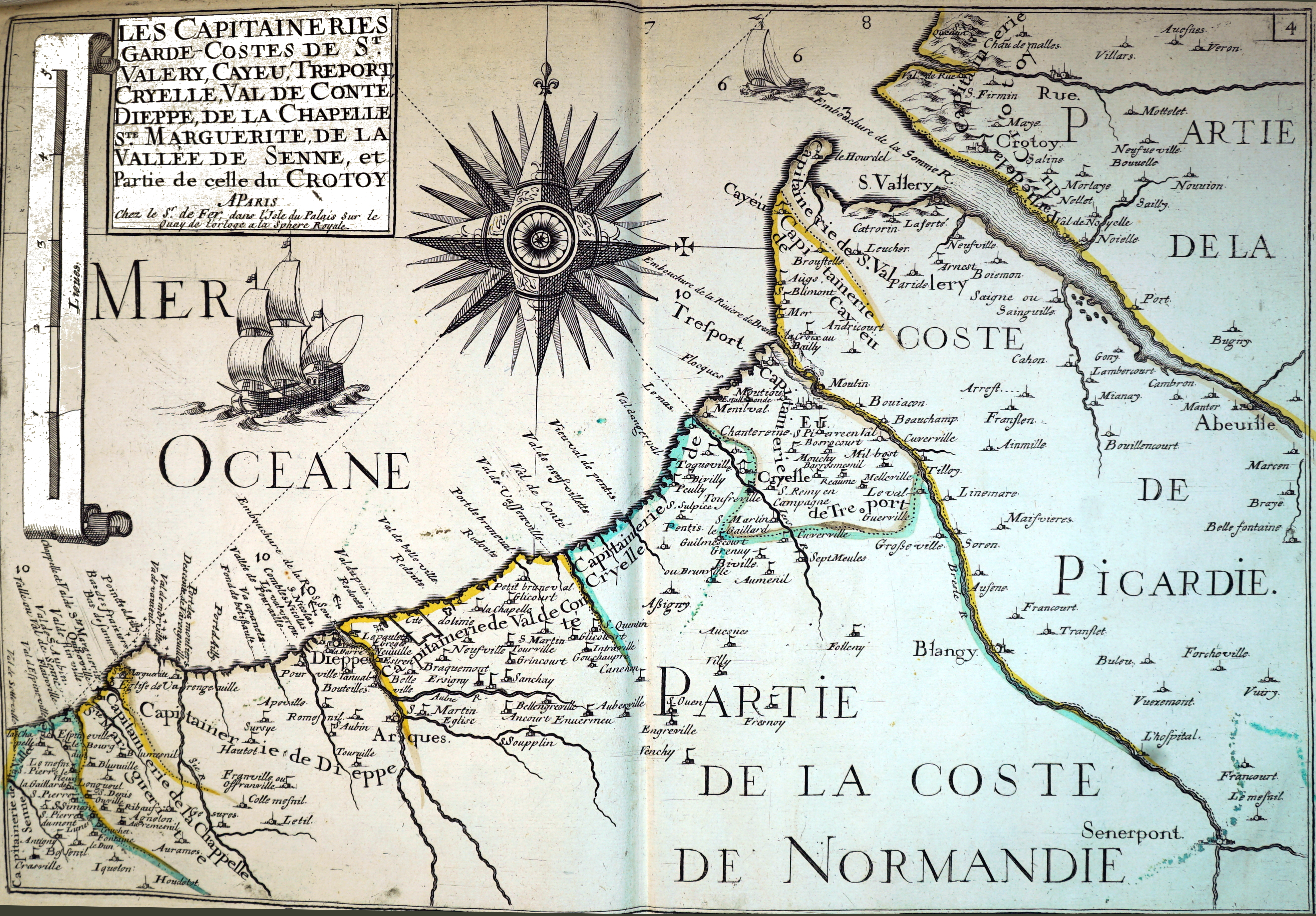
côtes de Picardie et Normandie, Christophe Tassin.
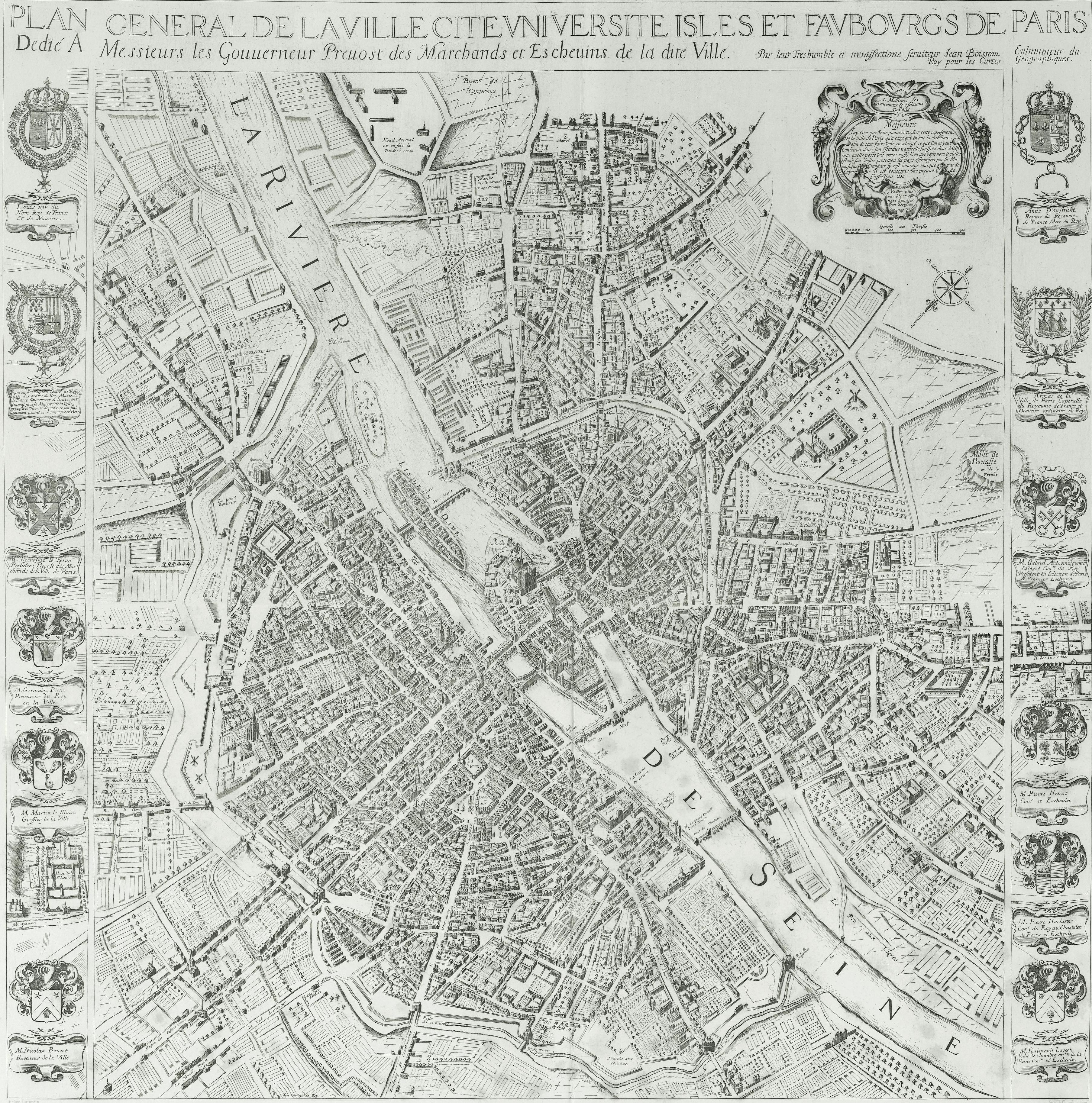
Plan de la ville de Paris (v. 1648), Jean Boisseau.
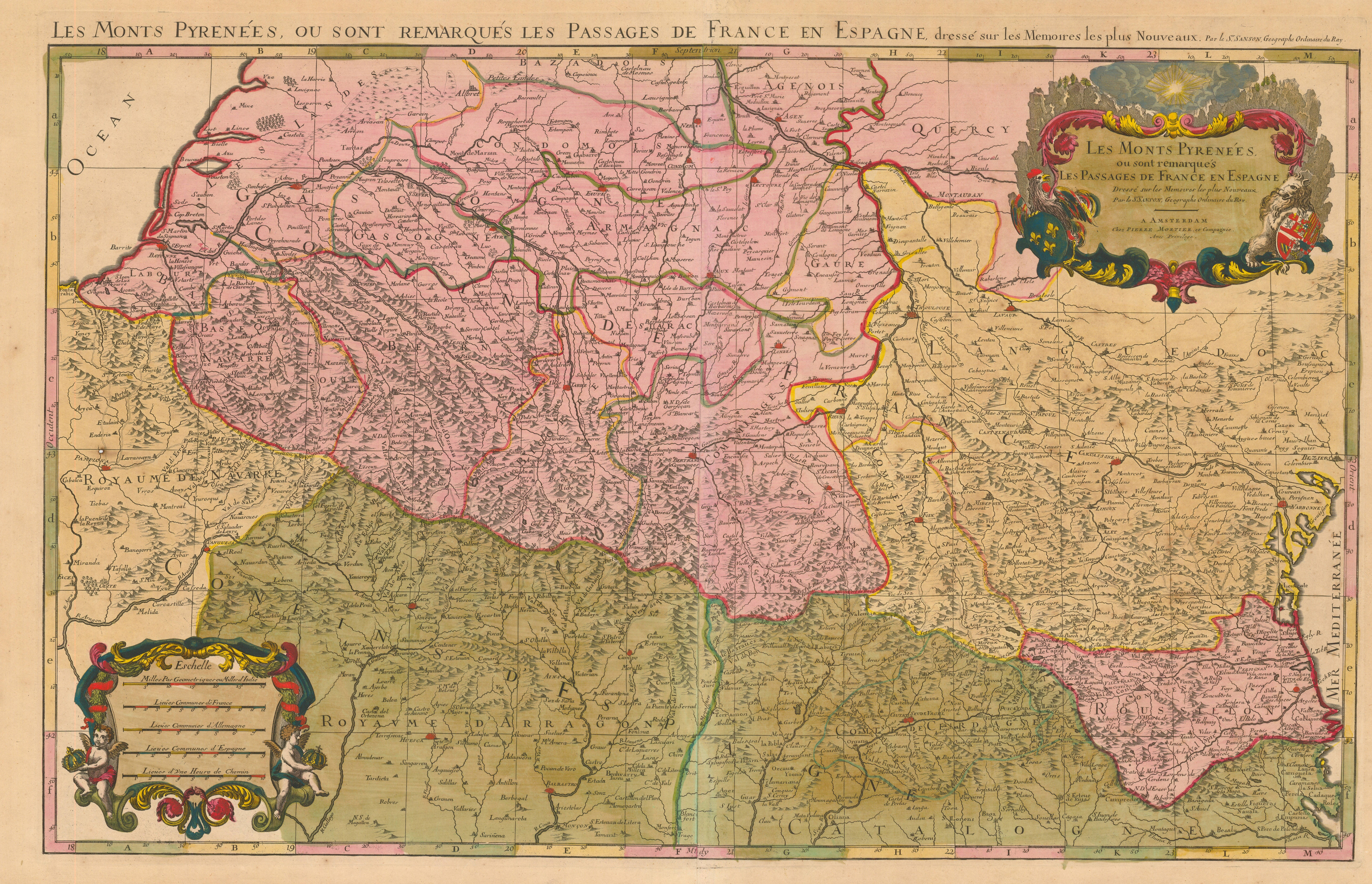
Les Pyrénées (v. 1694), Alexis Hubert Jaillot.